# Groningen (stad)
Groningen uitspraakⓘ (Gronings: Grunn, Grunnen, [xrœ̝n̩] Fries: Grins, [ɡre:ⁿs]) is de hoofdstad van de Nederlandse provincie Groningen en de grootste kern in de gelijknamige gemeente. De plaats wordt in de provincie Groningen en delen van Drenthe kortweg aangeduid als Stad. In 2023 telde de stad Groningen 206.010 inwoners. Het is de grootste stad van noordelijk Nederland.
Van Groningen zijn geen geschreven stadsrechten bekend. Door de relatief geïsoleerde ligging ten opzichte van de opeenvolgende feitelijke machtscentra – Utrecht, Den Haag, en Brussel – was de stad historisch gezien vooral op zichzelf en de directe omgeving aangewezen. Als Hanzestad maakte Groningen deel uit van het Noord-Duitse handelsnetwerk, maar het werd later vooral een regionaal marktcentrum. Hierna ontwikkelde Groningen zich geleidelijk tot een invloedrijk machtscentrum. De stad kon gedurende de 15e eeuw, op het hoogtepunt van zijn macht, feitelijk als een stadstaat worden beschouwd. Sinds de Republiek hoorde Groningen nominaal bij Nederland, maar tot aan de Franse Tijd bleef Groningen feitelijk een autonome stad, die heer was in het grootste deel van de provincie. Na de Franse Tijd verloor de stad haar overheersende positie in de provincie, hoewel de stad tot ver in de twintigste eeuw juridisch (bloot) eigenaar bleef van een aanzienlijk deel van alle gronden in de provincie.
Groningen ontwikkelde zich van een gemeente met 23.000 inwoners in 1795 tot een gemeente met ongeveer 100.000 inwoners in 1930. Aan het einde van de Tweede Wereldoorlog werd er gevochten in Groningen, en bij de bevrijding in 1945 ging een groot deel van de binnenstad in vlammen op. Groningen is een stad met gevarieerde handel en industrie. Groningen is ook een studentenstad met ruim 60.000 studenten, van wie er bijna 35.000 in de stad wonen (2018).

## Naam
De oorsprong en betekenis van de naam Groningen en de oudere variant 'Groeningen' zijn niet zeker. Dichters probeerden het te koppelen aan een volksverhaal over ballingen uit Troje die onder leiding van een zekere mythische figuur Gruno (of Grunius, Gryns of Grunus) hier een nederzetting met Frygiërs uit Duitsland zou hebben gesticht in 453 v.Chr. (volgens een andere overlevering in 130 v.Chr.) en een kasteel hebben gebouwd aan de Hunze dat hij 'Grunoburg' noemde. Dat kasteel zou later weer door de Vikingen zijn verwoest en later zou mogelijk op de fundamenten hiervan de Sint-Walburgkerk zijn gebouwd. Er is echter geen enkel bewijs voor deze verhalen.
Een andere theorie stelt dat de naam Groningen is afgeleid van de mansnaam 'Groni'. Hierbij wordt verwezen naar het voorkomen van de vroege spelwijzen 'Groningi' en 'Groninga' in de 11e eeuw en de oude naam 'Gronesbeke' voor een watertje nabij de Hunze – noordgrens van Everswolde (Zuidlaarderveen). De naam zou dan betekenen 'bij de lieden van Groni'.
Een derde theorie over de oorsprong is dat de oude naam Groeningen is afgeleid van 'Groen-inge'; "groene velde(n)". 'groen' zou daarbij van 'cruon' komen en een inge (of enge) is een oude benaming voor een open veld, dat in het Saksische gedeelte van Nederland en Duitsland vaak heuvelachtig was. In het wapen van Groningen (en de vlag) zou dit terugkomen in de groene streep; een groene strook land; tussen de Lauwers, de Eems en de Waddenzee.
De Groningse dialectnaam Grunnen heeft dezelfde etymologie. Grun, van het oudere gruun en -inge werd vertaald naar -en of -ens, net zoals in de naam Kantens, dat vroeger waarschijnlijk Kantinge was en wat tegenwoordig nog steeds in het Gronings gebeurt, bijvoorbeeld Thesinge wordt Taisen. Zoals bij de meeste Groningse woorden die op -en eindigen, valt ook hier de -e weg, waardoor je de uitspraak grunn krijgt. Doordat het Groningen is, had het in het Gronings ook Grunnens kunnen zijn, zoals bij Kantens, wat de Friese naam Grins tevens verklaart (vergelijk ook Harlingen – Harns).
In de provincie Groningen wordt de plaats vanouds ook "Stad" genoemd. Groningen is sinds eeuwen de grootste stad in de wijde omtrek. Daarbuiten wordt deze naam ook wel gebruikt, hoewel de meeste Friezen Grins zullen zeggen. Ook in de kop van Drenthe wordt Groningen aangeduid met 'Stad'. In de Middeleeuwen werd de Latijnse naam Groninga gebruikt op kaarten en munten. Ten tijde van de Franse bezetting heette Groningen Groningue. Zelf noemen de inwoners zich "Stadjers" of "Stadjeder". De stad wordt ook wel de "metropool van het Noorden" genoemd. Stadjers noemen haar liefkozend ook wel "Groot Loug", dat wil zeggen "Groot Dorp". Een andere bijnaam van Groningen is Martinistad, verwijzend naar de Martinitoren. Zelf hebben de stad-Groningers als bijnaam: mollebonen.

## Geschiedenis

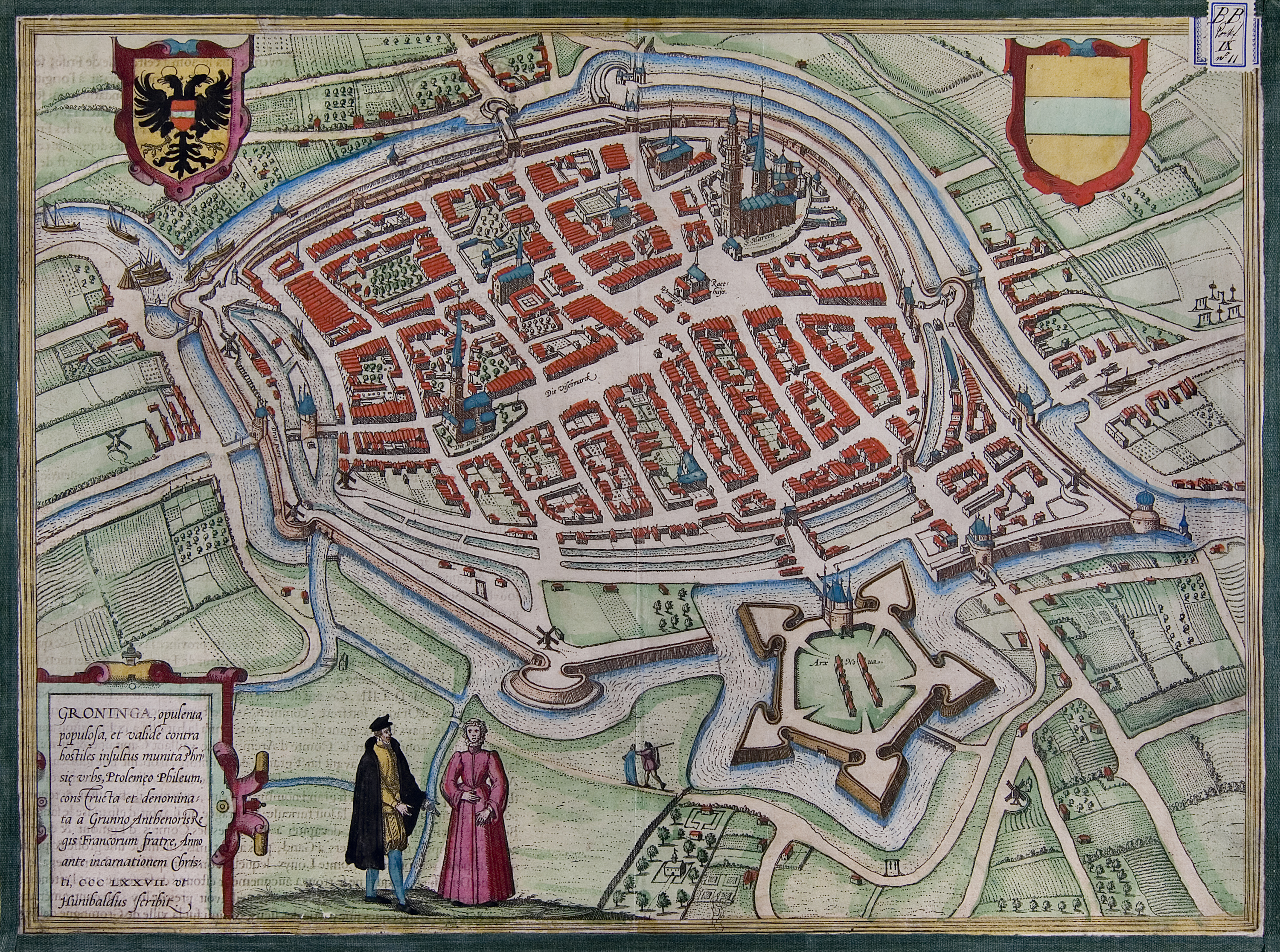
Groningen in 1575

Groningen ontstond op de noordelijkste uitloper van de Hondsrug. De oudste schriftelijke vermelding die bekend is, villa Cruoninga, dateert uit 1040, maar het staat vast dat de huidige stad al ver daarvoor een bewoonde plaats was. De oudste archeologische vondsten binnen het gebied van de huidige stad zijn met behulp van de C14-methode gedateerd op circa 3950–3720 voor Chr. Vanaf 300 v. Chr. zijn drie of vier zwervende erven (raatakkers) aangetroffen langs de doorgaande route vanuit Drenthe naar het noorden: de Herestraat en Oude Boteringestraat. Een onafgebroken bewoning kan worden vastgesteld vanaf de derde eeuw. Groningen is waarschijnlijk ontstaan uit twee verschillende kernen die rond 700 zijn ontstaan; de ene lag rond het huidige Martinikerkhof en de andere tussen het Zuiderdiep en het Verbindingskanaal. De stad was van origine een esdorp met een brink (de Grote Markt) en aan noord- en zuidzijde twee essen.

### Middeleeuwen
De geschreven geschiedenis van Groningen begint in 1040 met de schenking door de Duitse keizer, Hendrik III, van goederen en rechten (de domeinen) aan de kerk van Utrecht. Eerder waren al delen van het koningsgoed geschonken aan het Klooster Werden. Vermoedelijk werd kort voor deze akte op instigatie van de bisschop al begonnen met de aanleg van een gedeeltelijke landweer rond zijn eigendommen, waarmee Groningen ook qua uitstraling een stad werd. De bisschop was vermoedelijk ook verantwoordelijk voor veel planologische ontwikkelingen in de 11e en 12e eeuw, zoals de aanleg van een patroon van keienstraten met bermsloten dat naar de mode van die tijd lijkt te zijn gebaseerd op een Romeins castellum en de bouw van de Sint-Walburgkerk rond 1100 als eigen privékapel.

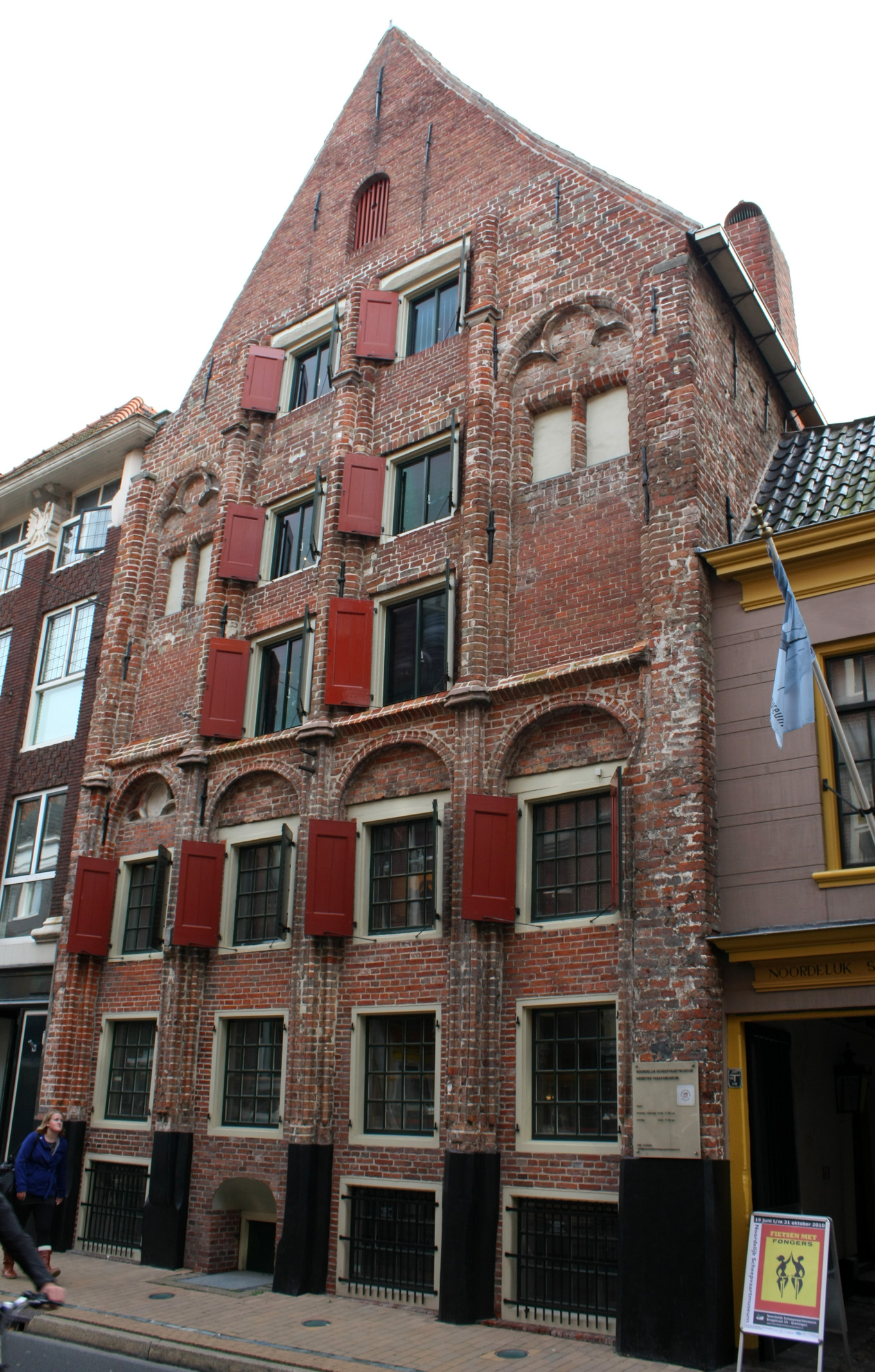
Het Gotisch Huis aan de Brugstraat uit de 14e eeuw

Groningen moet in 1040 al een zekere marktfunctie voor de directe omgeving hebben gehad. De oudste kerk, de Maartenskerk, is blijkens archeologisch onderzoek gesticht rond 800. Deel van de schenking was ook het muntrecht, waar de Utrechtse bisschop ook gebruik van heeft gemaakt. Rond het jaar 1000 werd de houten Maartenskerk mogelijk na verwoesting door de Noormannen vervangen door een tufstenen exemplaar en rond 1200 door de eerste fase van de huidige bakstenen kerk.
Het aanvankelijk Drentse esdorp werd in de middeleeuwen een belangrijke handelsplaats. De ligging, op de grens van Drenthe en Groter-Friesland, was daarbij van grote waarde.
Na 1040 volgt een lange periode waarover de bronnen zwijgen als het Groningen betreft. In de 12e eeuw werd de zuidelijke nederzetting vermoedelijk verlaten ten faveure van de noordelijke nederzetting. Vanaf 1227 is er in de geschreven bronnen sprake van heftige strijd tussen de bisschop en een deel van de inwoners van de stad. De bisschop beschouwde zichzelf als landsheer, maar de afstand tussen Groningen en Utrecht maakte het lastig voor de bisschop om daadwerkelijk macht in de stad uit te oefenen. 
Bisschop Hartbert trachtte dat probleem op te lossen door de prefectuur (burggraafschap) op te dragen aan zijn broer. Door het ambt erfelijk te maken creëerde hij echter direct een probleem voor zijn opvolgers. De prefect ging zijn eigen koers varen, waardoor er zich in de stad naast de bisschop twee partijen ontwikkelden: de volgelingen van de prefect en de Stadjers die zichzelf in staat achtten hun eigen belangen te behartigen. 
In de 13e eeuw had de prefect verschillende steunpunten buiten de stad aan doorgaande wegen over de Hunze, waar hij borgmannen of ministerialen op zette. Om hun macht te tonen vervingen de Stadjers in de dertiende eeuw op eigen gezag hun aarden landweer door een stenen omwalling, die overigens net als de voorganger waarschijnlijk aan de kant van de A niet was afgesloten. De macht van de bisschop, en diens prefect, werd ernstig aangetast in 1227 bij de Slag bij Ane toen bisschoppelijke troepen, die orde op zaken wilden stellen in Groningen, een smadelijke nederlaag leden. Groningen zou zich daarna weinig meer van de bisschop aantrekken. In de 14e eeuw werden alle steunpunten van de prefect verwoest of opgekocht en gesloopt.

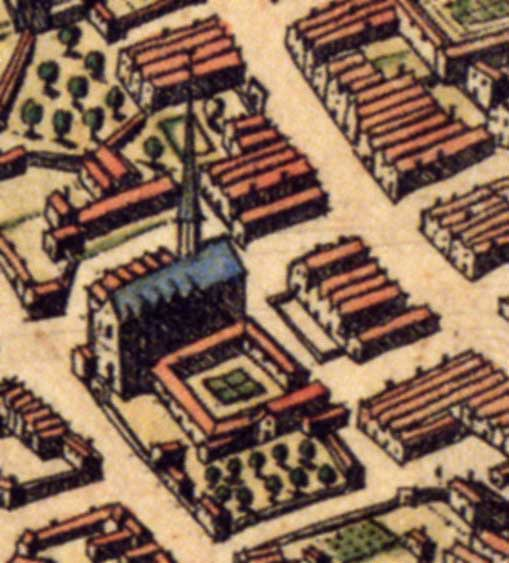
Het Broerklooster op een oude stadskaart

De groei van dorp tot stad in deze periode blijkt uit de stichting van een tweede parochie rond de Der Aa-kerk en de vestiging van twee kloosters, een van de Franciscanen en een van de Dominicanen. Ook het oudste gasthuis, het Pelstergasthuis, stamt uit deze periode; het wordt voor het eerst genoemd in een pauselijke bul uit 1267. Waar nu het Academiegebouw staat, werden in 1276 en 1284 twee begijnhofjes gesticht: het Vrouwe Menoldaconvent en het Vrouwe Sywen Convent.
De verstening van de stad kreeg ook vorm in woonhuizen, waarbij de verstening vaak tot doel had een huis weerbaar te maken. De oudste bewaard gebleven panden stammen uit de dertiende (Calmershuis, Hinckaertshuis) en veertiende eeuw. Deze woontorens rezen destijds op tot 25 meter hoog.
Hoewel van een formele verlening van stadsrecht geen sprake is, beschouwde de stad zich dan wel als stad. In het begin van de veertiende eeuw erkende bisschop Gwijde van Avesnes ook uitdrukkelijk de rechten van de stad.
In de late middeleeuwen maakte de stad deel uit van de Hanze. De handel van de stad lijkt dan echter voornamelijk een lokale functie te hebben. Waar in de dertiende eeuw kooplieden uit Groningen nog zijn te traceren in verre streken, werd de stad in de veertiende eeuw vooral de marktplaats voor de omliggende, dan nog Friese Ommelanden. De stad zag zich in deze periode zelf ook als Fries. In 1361 was Groningen dan ook de vergaderplaats van de Upstalsboom. Nadien werd overigens van deze algemene vergadering van alle Friese gebieden niets meer vernomen.

### Groningen op het hoogtepunt van zijn macht

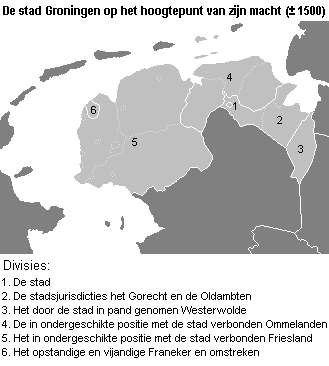
De stad Groningen op zijn hoogtepunt

In de vijftiende eeuw beleefde Groningen een periode van grote bloei. Friesland was al sinds de veertiende eeuw het toneel van de twisten tussen Schieringers en Vetkopers. In het aangrenzende Oost-Friesland vond in deze periode een vergelijkbare strijd plaats die uiteindelijk door de Cirksena's werd gewonnen. Als grootste stad in het gebied beschikte Groningen over een aanzienlijke strijdkracht, die een doorslaggevende rol kon spelen in lokale conflicten. Hoewel ook de stad zelf strijdtoneel was van de conflicten tussen Schieringers en Vetkopers, wist de stad zich na de zoen van Groningen in 1422 op te werpen als pacificator van de omgeving.
Binnen de huidige provincie werd het Oldambt in deze periode een van de stad afhankelijk gebied. Het Gorecht, het gebied ten zuiden van de stad, werd van de bisschop in pacht verkregen. Met het Westerkwartier, Hunsingo en Fivelingo werden verdragen gesloten dan wel vernieuwd, die de invloed van de stad vastlegden of versterkten. Ook over de Lauwers sloot de stad verdragen. In Kollum stelde Groningen een kastelein, en ook in Oostergo werd Groningen gezien als de enige macht die voor rust kon zorgen. Leeuwarden accepteerde in 1492 een Gronings garnizoen, tot Albrecht van Saksen er in 1498 de macht overneemt. In Westergo weigerde enkel Franeker de macht van Groningen te accepteren.
De bloei van de stad blijkt ook uit de bouw van de huidige Martinitoren, die in deze periode plaatsvond. De toren symboliseerde de macht die de Stadjers zichzelf toedichtten.
Groningen heeft binnen het Heilige Roomse Rijk nooit de juridische status van een "vrije stad" zoals Frankfurt aan de Main verworven. Wat geschiedde was dat de macht van het verre Bisdom Utrecht afnam en dat de stad het ontstane machtsvacuüm innam. Groningen plaatste zonder privilege een dubbelkoppige adelaar als bij het wapen van een vrije rijksstad in het stadswapen.
De stad liet rond 1470 een nieuwe aarden wal rond de bestaande stadsmuur aanleggen, waarmee de Hunze en de Drentsche Aa ook binnen de stadsmuren werden getrokken. In 1473 verkreeg ze het stapelrecht, waardoor alle goederen uit de Ommelanden voortaan als eerste moesten worden aangeboden in de stad, iets dat met name onder de boeren tot veel weerstand leidde.

### Groningen tijdens de Republiek

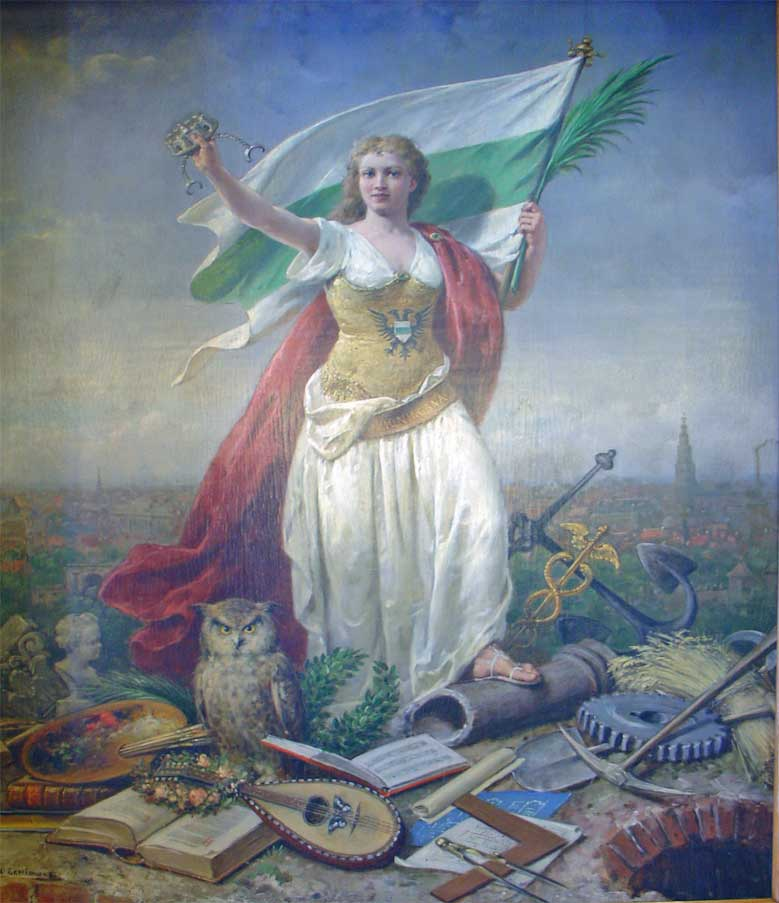
De stedenmaagd van Groningen (schilderij in het stadhuis van Groningen), door Otto Eerelman.

Groningen had uiteindelijk zijn hand in Friesland overspeeld. De Duitse keizer had Groningen het potestaatschap over Friesland aangeboden, maar Groningen had dit als te duur (de keizer verlangde een jaarlijkse vergoeding) afgewezen. De keizer had het vervolgens aangeboden aan Albrecht van Saksen, die het accepteerde. Het potestaatschap omvatte geheel Friesland. In de visie van Albrecht betekende dat niet enkel de huidige provincie Friesland, maar ook de Ommelanden met inbegrip van de stad.
De stad was niet opgewassen tegen de macht van Albrecht en diens zoon George. Om het vege lijf te redden onderwierp de stad zich eerst aan de graaf van Oost-Friesland en later aan Karel van Gelre. Uiteindelijk wendde de stad zich tot Karel V en werd deze samen met de Ommelanden opgenomen in de Bourgondische Kreits.
De stad koos uit eigenbelang na het uitbreken van de opstand voor Spanje, maar sloot zich in 1594, bij de reductie van Groningen, alsnog aan bij de Republiek. Binnen het verband van de Republiek bleef de stad echter als dominante factor binnen het gewest Stad en Lande tot aan de Franse tijd feitelijk een zelfstandige eenheid. In 1606 woonden er (schatting van I.B.M. Matthey op basis van aantal fiscale haardsteden) ongeveer 16.600 mensen in de stad, rond 1620 al ongeveer 20.000, en rond 1700 ongeveer 23.000. In Stad en Lande als geheel woonden er toen zo'n 96.000 mensen.
Groningen kreeg in 1614 zijn universiteit, allereerst als predikantenopleiding. In dezelfde periode werden (waarschijnlijk naar een stedebouwkundig plan van Johan Sems en Garwer Peters) de plannen voor de aanleg van een nieuw noordelijk stadsdeel opgesteld, waarmee de stad verdubbelde in oppervlakte. De orthogonale uitleg sloot goed aan op de middeleeuwse structuur van Groningen, maar de bebouwing kwam pas in de 19e eeuw echt op gang. De omwalling van Vesting Groningen werd vanaf 1608 ingrijpend verbeterd. De stad kreeg zo in 1628 haar kenmerkende structuur met 17 dwingers.
Die nieuwe vesting werd in het rampjaar 1672 vruchteloos belegerd door de bisschop van Münster, Bernhard von Galen. Ieder jaar op 28 augustus viert de stad de overwinning op Bommen Berend (zie Gronings Ontzet). In 1698 werd de vesting versterkt met 'Nieuwe Werken', namelijk de Linie van Helpman, ontworpen door Menno van Coehoorn.

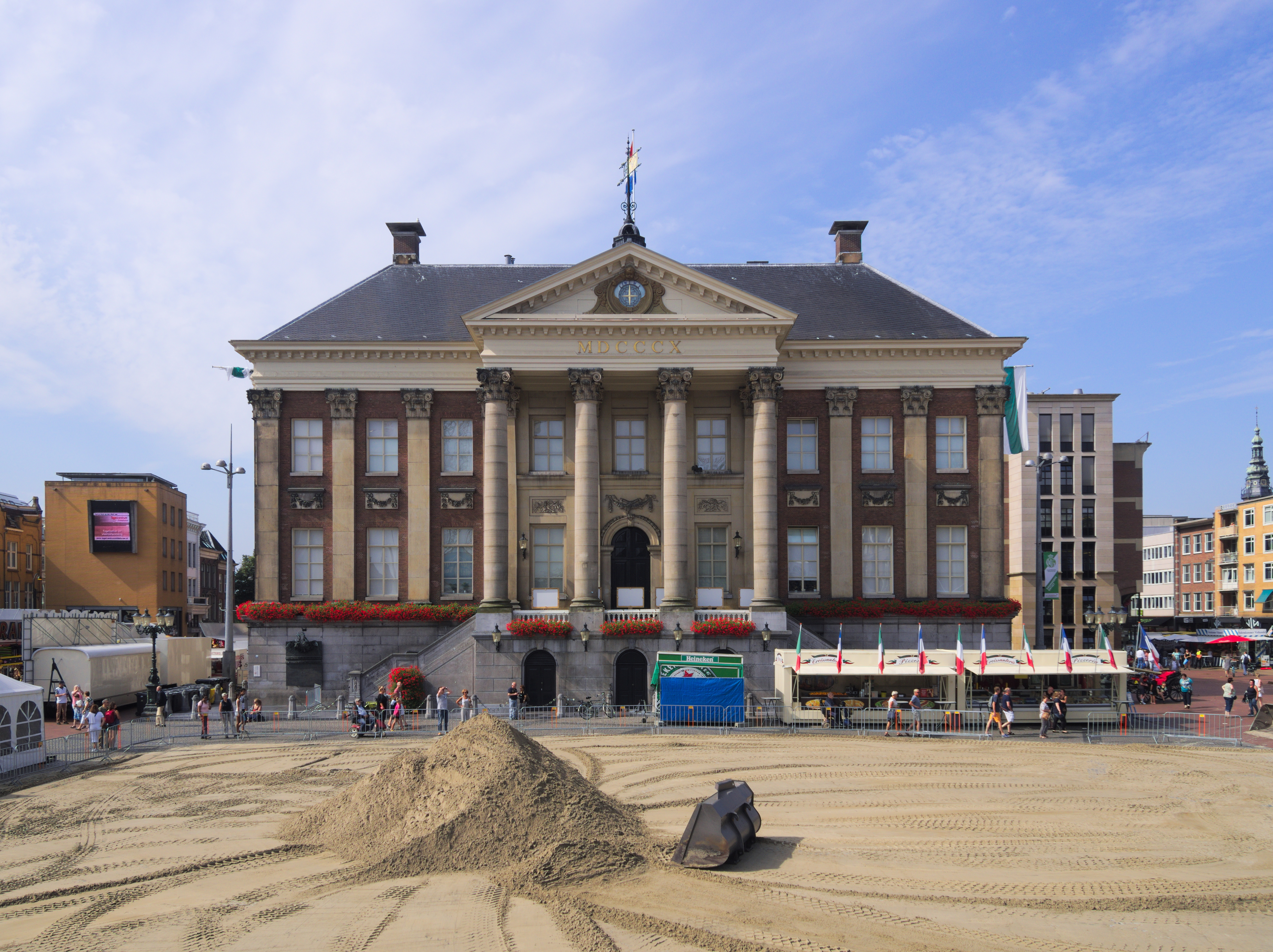
Het Stadhuis van Groningen

Na de Reformatie verviel het omvangrijke landbezit van de Groninger kloosters aan de provincie. Als eerste lid van Stad en Lande wist de stad uit dat bezit met name landerijen in het Bourtangermoeras te verwerven. Bestuurlijk hoorden die landen tot het Oldambt, waar de stad politiek de baas was. Als private eigenaar en als publieke overheid bepaalde de stad de wijze van ontginning en legde ze op dat de turf enkel via de stad mocht worden verhandeld. 
In 1637 werd het Winschoterdiep aangelegd, waarmee de stad de hele turfhandel in Oost-Groningen naar zich toe wist te trekken. De kanalen waarlangs de turf werd vervoerd werden door de stad (het Stadskanaal) aangelegd en geëxploiteerd. De turfhandel en het grondbezit in de Veenkoloniën zorgden voor een stevige basis onder de Groninger welvaart. De stad wou haar rijkdom ook tonen en schreef aan het einde van de achttiende eeuw een prijsvraag uit voor een nieuw raadhuis. Juist nadat de prijsvraag in 1774 was gewonnen door Jacob Otten Husly stagneerde de turfwinning, waardoor het tot 1817 zou duren totdat het stadhuis, in versoberde vorm, gereedkwam.
In 1765 werd de Groote of herensociëteit opgericht, thans samen met de loge L'Union Provinciale uit 1772 de oudste verenigingen van de stad. In 1797 werd in Groningen een van de eerste kweekscholen voor onderwijzers opgericht door de Maatschappij tot Nut van 't Algemeen.

### Negentiende eeuw

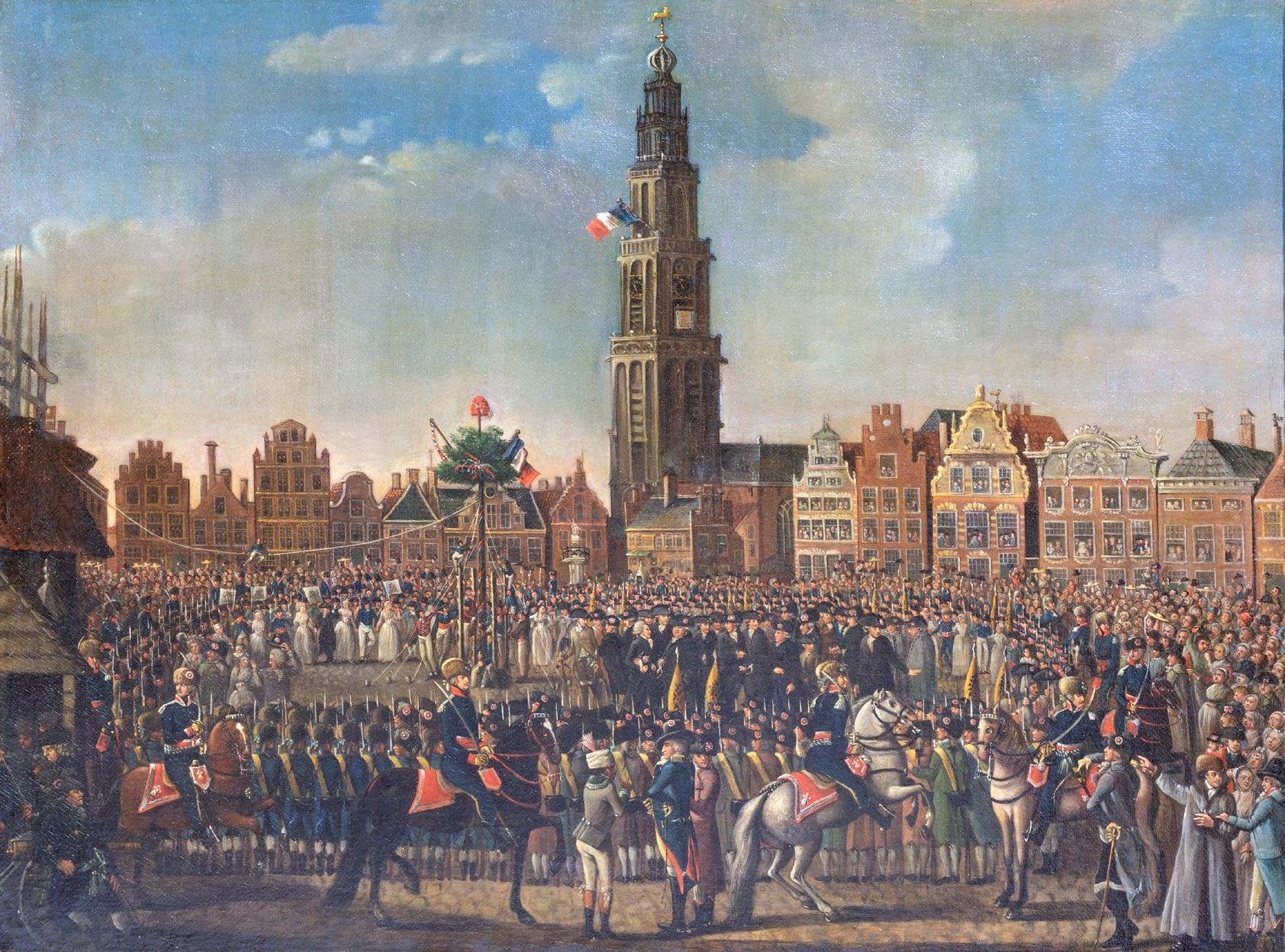
De vrijheidsboom op de Grote Markt in Groningen in 1795

Aan de bijzondere positie van de stad als Heer van grote delen van de provincie kwam in de Franse tijd een einde. Evenwel: de Fransen sloten vrijwel alle universiteiten in Nederland, maar Groningen en Leiden mochten openblijven.
Na de Franse tijd moest de stad zijn positie opnieuw bepalen. Formeel had de stad haar overheersende positie in de provincie verloren, maar de stadsbezittingen, met name in de Veenkoloniën, bleven flink bijdragen aan de stedelijke financiën. Het stadskanaal werd verlengd tot aan Ter Apel. In de richting van Delfzijl werd de verbinding verbeterd door de aanleg van het Eemskanaal, terwijl het Hoornsediep werd uitgebouwd tot het Noord-Willemskanaal.
De uitleg van de zeventiende eeuw had de groei van de bevolking twee eeuwen kunnen opvangen, maar begon in de loop van deze eeuw toch te knellen. Uitbreiding buiten de omwalling was niet mogelijk vanwege het militaire belang dat de stad als vesting had. Na de Frans-Duitse Oorlog van 1870–1871 werd duidelijk dat vestingen als Groningen militair geen betekenis meer konden hebben. De vestingwet van 1874 maakte dan ook een einde aan de Vesting Groningen. Op de oude wallen ontstond het Noorderplantsoen en werd het Academisch Ziekenhuis gevestigd. 
Buiten de oude omwalling ontstonden nieuwe wijken, aan de zuidzijde aanvankelijk de Herewegbuurt, de Oosterpoortwijk en Zuiderpark en aan de noordkant van de stad Noorderplantsoenbuurt, later de Schildersbuurt (grotendeels 20e-eeuws). Eind 19e eeuw werd door Mulock Houwer een eerste stadsuitbreidingsplan gemaakt, dat in 1903 verscheen onder de naam Plan van Uitleg en een eerste aanzet vormde voor de ontwikkeling van de stad in de 20e eeuw.

### Twintigste eeuw

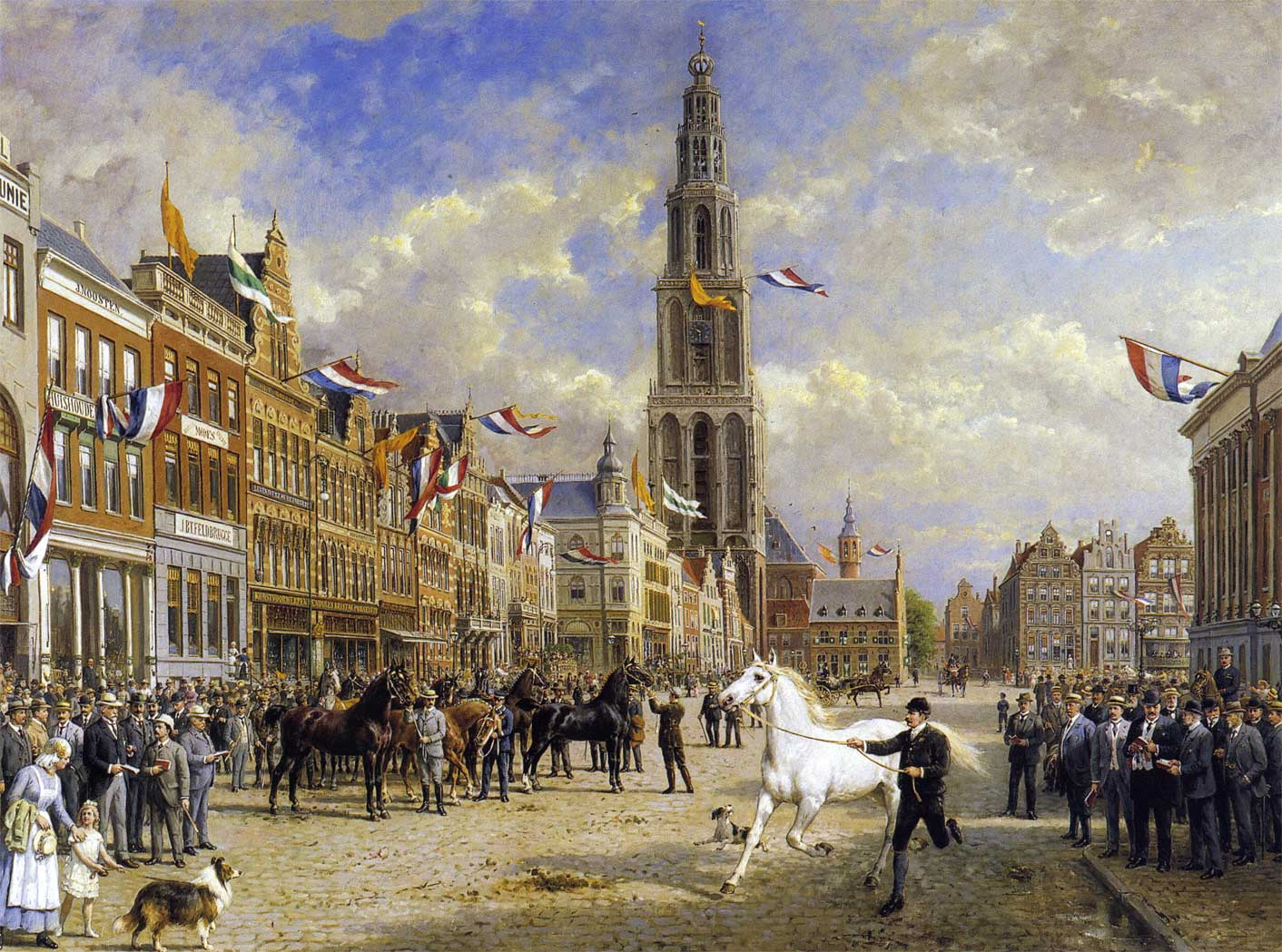
De Grote Markt in 1920, schilderij de Paardenkeuring van Otto Eerelman

In de twintigste eeuw breidde Groningen zich steeds verder uit, niet alleen in bebouwing, maar ook in oppervlak. Het dorp Helpman werd door Groningen geannexeerd; tot 1908 behoorde het tot de gemeente Haren. De gemeenten Hoogkerk en Noorddijk werden in 1969 bij Groningen gevoegd. Groningen werd in de twintigste eeuw ook een rode stad. In 1901 werd Eltjo Rugge in de gemeenteraad gekozen, hij zou tot 1946 in de raad blijven en als wethouder een groot stempel zetten op de ontwikkeling van de stad. Met name de Oosterparkwijk is het product van deze sociaaldemocratische gemeentepolitiek.

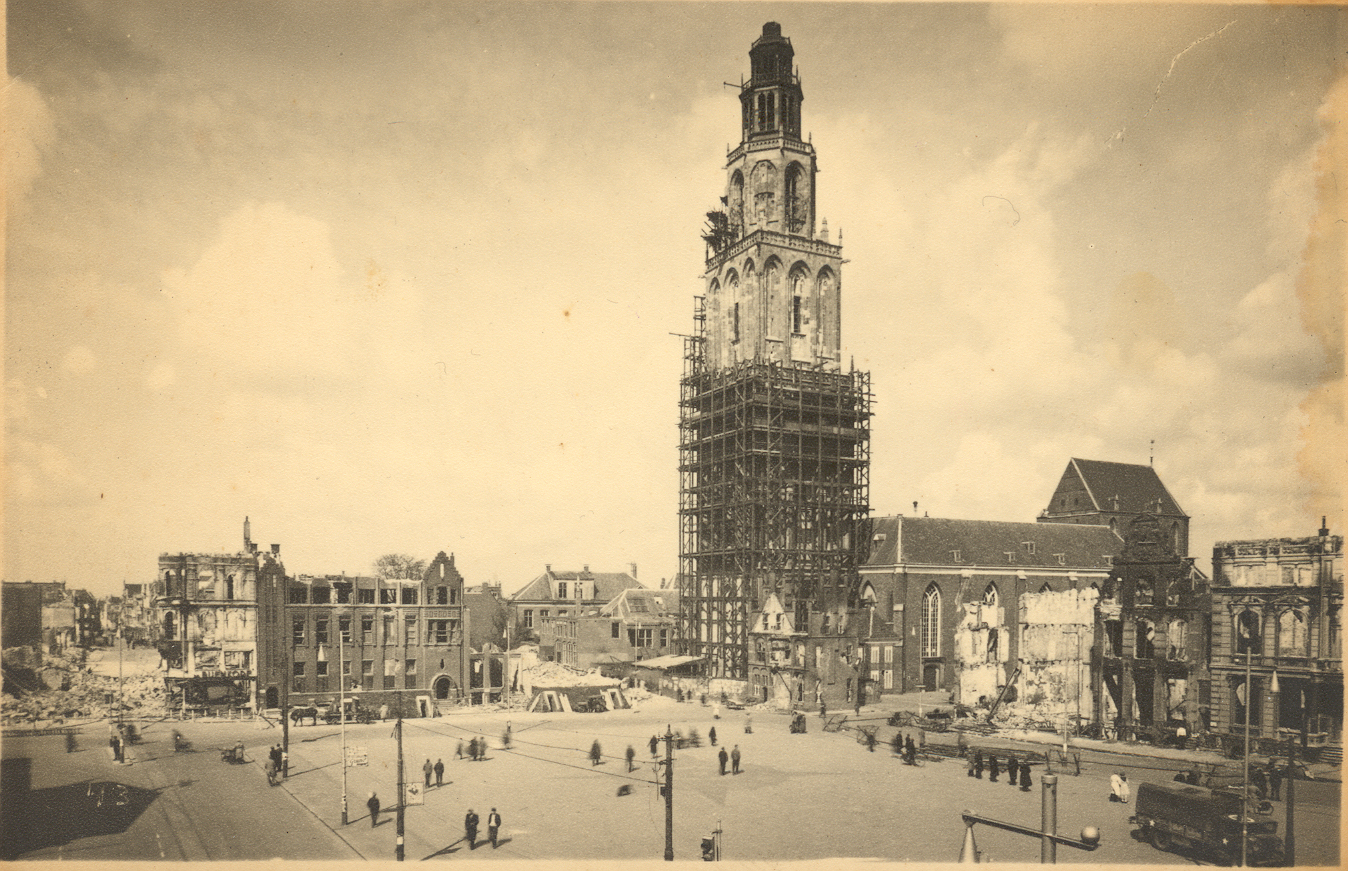
Grote Markt Groningen na de verwoestende strijd om de stad van 14 april tot 18 april 1945 tussen de Duitsers en de Canadezen. Foto april 1945

#### Tweede Wereldoorlog
Tijdens de Tweede Wereldoorlog kwamen in totaal 3300 inwoners om, onder hen 2800 Joodse burgers. De stad had in 1940 een bloeiende Joodse gemeenschap van ongeveer 3000 mensen, onder wie 250 vluchtelingen uit Duitsland. De eerste Groninger Joden – 600 mannen – werden door de Duitsers vanaf augustus 1942 opgeroepen voor werkkampen. Deze deportaties gingen door tot april 1943. Relatief weinig Groningse Joden doken onder. Een studentencomité hielp Joodse kinderen aan onderduikadressen. 
Op de Grote Markt werd in het Scholtenhuis een afdeling van de SD gevestigd, die een scherpe terreur uitvoerde. De beruchtste deelnemers aan die terreur waren de later ter dood veroordeelde Nederlandse SS'er Pieter Faber (geëxecuteerd) en zijn broer Klaas Carel Faber.
De bevrijding van Groningen in 1945 ging gepaard met een heftige strijd, mede door het relatief grote Duitse garnizoen, waaronder SS'ers. In de stad woonden tegen het begin van de oorlog ongeveer 124.000 mensen, maar door een grote stroom vluchtelingen vanuit het zuiden was dit aantal opgelopen tot meer dan 150.000. Vele verzetsstrijders werden zelfs nog kort voordat Canadese militairen de stad bevrijdden opgepakt en gefusilleerd. De gehele noord- en oostwand van de Grote Markt werd verwoest (zie foto), de Martinitoren en -kerk bleven wonderwel gespaard.

#### Na de oorlog
Na de oorlog breidde de stad zich wederom verder uit. Aan de zuidkant verrezen de wijken Laanhuizen, Corpus den Hoorn en De Wijert. In het begin van de jaren zeventig kwam een meerderheidscollege onder leiding van Max van den Berg tot stand. Een van de resultaten van dat college was de invoering van het verkeerscirculatieplan.

### Eenentwintigste eeuw
De stad begon de nieuwe eeuw met net geen 175.000 inwoners. Het College van burgemeester en wethouders maakte na de voltooiing van het Waagstraatcomplex plannen voor een nieuwe Noordwand voor de Grote Markt, in 2000 werd de maquette hiervan aan de bevolking gepresenteerd. Het plan werd in een referendum in 2001 door de bevolking weggestemd. Belangrijkste redenen waren zorgen over het effect van een parkeergarage onder de Grote Markt op de Martinitoren.
Het bestuur richtte zich hierna op de oostwand van de Grote Markt en plannen voor twee tramlijnen door de stad. In 2007 werd een ontwerpwedstrijd uitgeschreven voor een nieuw cultuurcentrum (het huidige Forum Groningen). In 2011 werd na veel discussie over de financiering de bouw van het Forum gestart. Door het aardbevingsbestendig maken liep het project forse vertraging op en zou het pas in 2019 worden voltooid.
Met het tramproject (RegioTram Groningen) liep het niet goed af, na een bestuurscrisis in 2012 werd de stekker uit het project getrokken. De aanbesteding was dan al gebeurd.
Aan de rand van de stad wordt in de 21ste eeuw verder gebouwd, in het westen werd de woonwijk Gravenburg gebouwd en ook startte de bouw van de wijk Reitdiep. Vanaf 2007 werd ook de ontwikkeling van Reitdiephaven gestart. De gekleurde woningen werden een nieuwe bezienswaardigheid in de stad. In het zuidwesten annexeerde Groningen een stukje Drenthe en werd de wijk Piccardthof gebouwd. Een verdere annexatie van Drents grondgebied bleef uit. In het kader van de Regiovisie Groningen-Assen gingen buurgemeenten ook woningen voor de stad bouwen. De wijk Ter Borch voelt als een stadswijk maar ligt in de Drentse gemeente Tynaarlo.
Aan de oostzijde van de stad werd in de tijd van de bank- en kredietcrisis (2007-2011), mede op het grondgebied van de gemeente Slochteren een start gemaakt met de bouw van de wijk Meerstad. In 2011 zijn de eerste woningen opgeleverd. De resterende gemeente Slochteren is in 2017 opgegaan in de nieuwe gemeente Midden Groningen. In 2024 is in het westen van de gemeente Groningen een begin gemaakt met de bouw van de woonwijken de Nieuwe Held en de Suikerzijde. Ook rond het Eemskanaal wordt gebouwd.
In de eerste jaren van de 21ste eeuw werd ook nagedacht over de auto-ontsluiting van de stad, er werd ingezet op een nieuwe zuidelijke ringweg. Het Rijk zette eerst in op de optimalisatie van het Julianaplein en de aanleg van het Euvelgunnetracé. Dat stuk snelweg aan de zuidoostzijde van de stad werd in 2009 opengesteld voor het verkeer. In 2017 startte een volledige vernieuwing van de ring Zuid, de A7 (N7) tussen Hoogkerk en Euvelgunne. Het totale project is in 2024 grotendeels voltooid. Het Julianaplein is sindsdien volledig ongelijkvloers en de weg ter hoogte van de Hereweg en het Winschoterdiep kwam ondergronds te liggen, de 'verdiepte ligging'.  Daarbij kwam er ruimte voor een park: het Zuiderplantsoen. Ook werd er onder het spoor bij de Esperantostraat een fietstunnel (tevens bedoeld voor voetgangers) gerealiseerd: de Esperantotunnel.

## Geografie

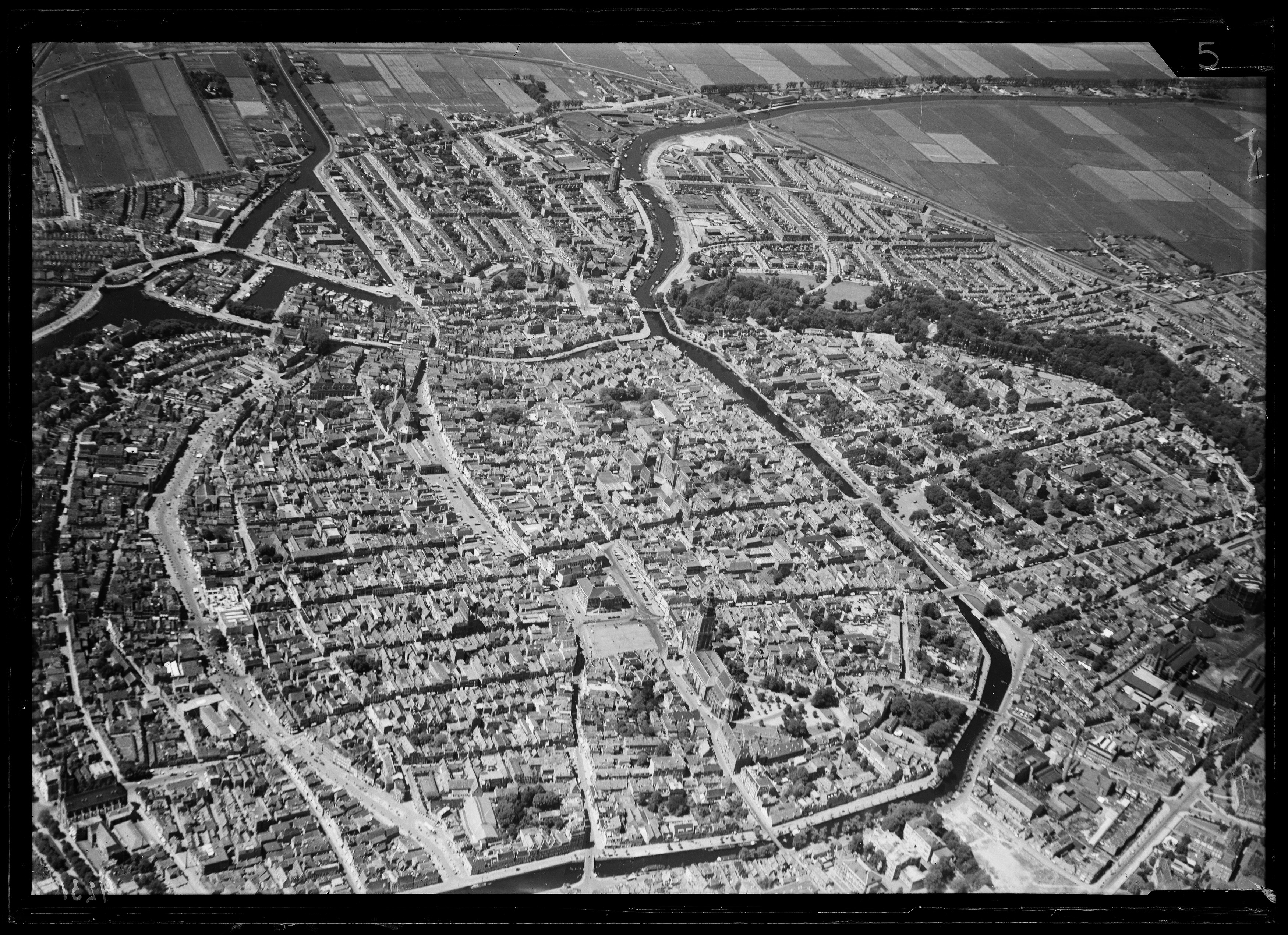
Luchtfoto van Groningen (1920–1940)

### Ligging
Groningen ligt op de noordelijke uitloper van de Hondsrug. Aan de west- en oostzijde van de stad lagen oorspronkelijk lager gelegen veengebieden. Ten noorden van de stad ligt het kleigebied van de Ommelanden. De Hondsrug vormt de historische landroute naar het zuiden, naar het noorden vormden de Hunze en de Drentsche Aa, later samengebracht in het Reitdiep, de verbinding met de zee. De centrumfunctie die de stad daarmee historisch al had, werd in de loop van de eeuwen uitgebouwd door de aanleg van (vaar)wegen die vanuit de stad de hele provincie ontsluiten.

### Indeling
De stad wordt veelal vereenzelvigd met de gemeente, maar dat is niet correct. De gemeente omvat naast de stad ook een aantal dorpen. Voor een overzicht van die dorpen wordt verwezen naar de betreffende pagina.
De stad is onderverdeeld in 5 stadsdelen en een groot aantal wijken. Bestuurlijk hebben de wijken overigens geen aparte status. Het CBS hanteert een eigen indeling, zie wijken en buurten. Hieronder volgt een overzicht van alle wijken in de stad Groningen per stadsdeel:
- Centrum
  - A-kwartier
  - Binnenstad
  - Ebbingekwartier
  - Hortusbuurt
  - Westerhaven
- Oost
  - Beijum
  - De Hunze
  - Drielanden
  - Engelbert[24]
  - Lewenborg
  - Meerstad[25]
  - Middelbert[24]
  - Noorddijk[24]
  - Noorderhoogebrug[24]
  - Oosterhoogebrug[24]
  - Ruischerbrug
  - Stadshavens
  - Ulgersmaborg
  - Van Starkenborgh
  - Woonschepenhaven
- Oude Wijken
  - De Hoogte
  - Korrewegwijk
  - Kostverloren
  - Noorderplantsoenbuurt
  - Oosterparkwijk
  - Oranjewijk
  - Schildersbuurt
  - Woonschepenhaven
- West
  - Buitenhof
  - De Held
  - Dorkwerd[24]
  - Gravenburg
  - Hoogkerk[24]
  - Leegkerk
  - Paddepoel
  - Reitdiep
  - Selwerd
  - Tuinwijk
  - Vinkhuizen
- Zuid
  - Badstratenbuurt
  - Corpus den Hoorn
  - Coendersborg
  - De Linie
  - De Meeuwen
  - De Wijert
  - Europapark
  - Grunobuurt
  - Helpman
  - Herewegbuurt
  - Hoornse Meer
  - Hoornse Park
  - Kop van Oost
  - Klein Martijn
  - Laanhuizen
  - Oosterpoortwijk
  - Piccardthof
  - Rivierenbuurt
  - Stadsparkwijk
  - Ter Borch[26]
  - Villabuurt
  - Zeeheldenbuurt

### Klimaat
Groningen heeft, zoals heel Nederland, een zeeklimaat. Door de noordelijke ligging zijn de minima iets lager dan in andere steden in Nederland. Onderstaande tabel geeft een overzicht van gemiddelden en extremen, gemeten op vliegveld Eelde, ongeveer 10 kilometer ten zuiden van de stad.
| Maand                                                                  | jan   | feb   | mrt   | apr  | mei  | jun  | jul  | aug  | sep  | okt  | nov   | dec   | Jaar  |
| ---------------------------------------------------------------------- | ----- | ----- | ----- | ---- | ---- | ---- | ---- | ---- | ---- | ---- | ----- | ----- | ----- |
| Hoogste maximum (°C)                                                   | 14,5  | 15,2  | 22,7  | 27,7 | 31,5 | 33,5 | 33,1 | 34,7 | 30,5 | 24,8 | 17,4  | 15,4  | 34,7  |
| Gemiddeld maximum (°C)                                                 | 4,7   | 5,4   | 9,0   | 13,4 | 17,4 | 19,9 | 22,2 | 22,1 | 18,6 | 13,9 | 8,7   | 5,2   | 13,4  |
| Gemiddelde temperatuur (°C)                                            | 2,4   | 2,4   | 5,2   | 8,4  | 12,3 | 14,9 | 17,1 | 16,9 | 13,8 | 10,0 | 6,0   | 2,9   | 9,3   |
| Gemiddeld minimum (°C)                                                 | −0,4  | −0,6  | 1,4   | 3,4  | 6,9  | 9,5  | 11,9 | 11,6 | 9,3  | 6,2  | 2,9   | 0,1   | 5,2   |
| Laagste minimum (°C)                                                   | −22,0 | −16,5 | −13,2 | −6,5 | −2,3 | 0,1  | 4,1  | 3,2  | 0,8  | −6,4 | −13,6 | −15,4 | −22,0 |
|                                                                        |       |       |       |      |      |      |      |      |      |      |       |       |       |
| Neerslag (mm)                                                          | 74,2  | 51,4  | 64,3  | 42,1 | 58,0 | 71,2 | 79,4 | 70,9 | 78,3 | 74,0 | 75,0  | 73,4  | 812,1 |
| Bron: KNMI (extremen, 1971–2000) klimaatatlas (gemiddelden, 1981–2010) |       |       |       |      |      |      |      |      |      |      |       |       |       |

## Bevolking
De stad Groningen had tot 1 januari 2019 een bevolkingsaantal dat samenviel met het aantal inwoners in de gemeente. 

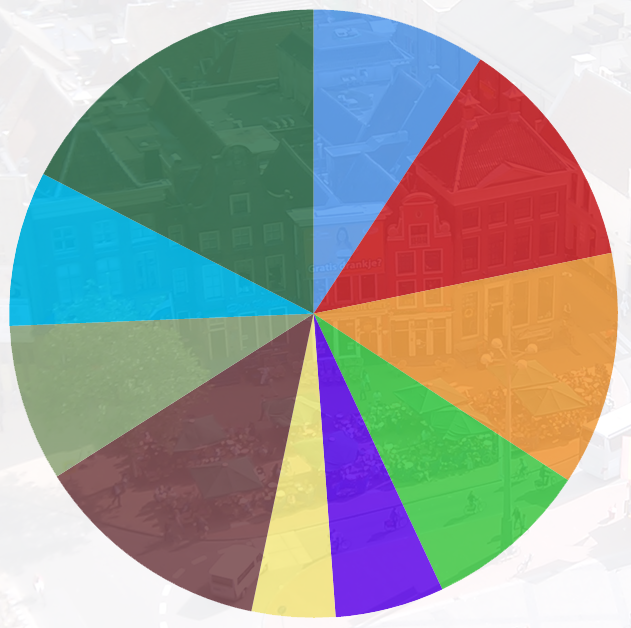
Bevolking van Groningen in 2010 verdeeld over de wijken (gebaseerd op gegevens van het CBS N.b. de CBS-indeling kent 10 wijken*)
Binnenstad 17.305
Schilders- en Zeeheldenwijk 23.515
Oranjewijk 23.275
Korrewegwijk 16.525
Oosterparkwijk 10.860
Oosterpoortbuurt 8.315
Herewegwijk en Helpman 23.830
Rivierenbuurt 15.640
Hoogkerk 15.425
Noorddijk 32.605

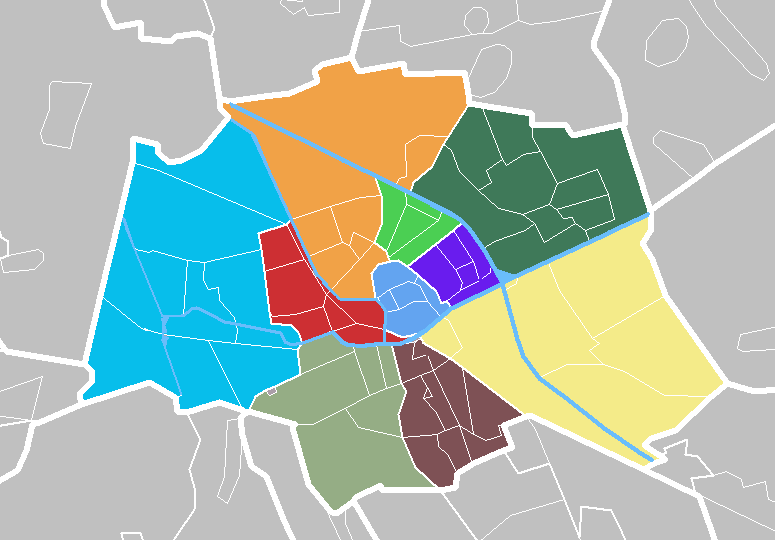
- De 10 wijken van Groningen

### Bevolkingssamenstelling
De stad Groningen kende op 1 januari 2018 in totaal 49.970 inwoners met een migratieachtergrond (24,6%). Hiervan hebben 24.953 een westerse en 25.017 een niet westerse achtergrond. De Antillianen, Duitsers en Surinamers met elk ruim 3000 personen vormen de grootste groepen elk ongeveer 1,5 tot 1,8% van de totale bevolking.

### Demografische kenmerken
De gemeente Groningen is met 232.000 inwoners een van de tien grootste gemeenten in Nederland. In totaal wonen er in de stad Groningen 202.285 personen. De bevolkingssamenstelling van Groningen wijkt af van andere gemeentes in Nederland door de sterke oververtegenwoordiging van de leeftijdsgroep van 20 tot 25. In Groningen omvat deze groep 15,9% van de totale bevolking, meer dan enige andere stad (gemiddelde voor Nederland 6,0%). De oorzaak hiervan is het grote aantal studenten. Alleen de studentensteden Delft, Nijmegen, Utrecht, Leiden en Wageningen hebben ook meer dan 10% inwoners in deze categorie. De aanwezigheid van twee grote instellingen voor hoger onderwijs zorgt er ook voor dat jaarlijks veel inwoners de gemeente verlaten (in 2008 18.500) en nieuwe zich vestigen (in 2022 21.700). Het verklaart ook de extreme vestigingspiek in augustus en september bij de aanvang van het academisch en schooljaar.
Op 28 oktober 2014 werd de 200.000e inwoner van de stad begroet.

### Religie en levensbeschouwing
Groningen hoort samen met Amsterdam, de Zaanstreek en het oosten van de provincie Groningen tot de minst kerkelijke gebieden van Nederland. Voor zover de Stadjers wel kerkelijk zijn, vertoont hun voorkeur een opvallend verschil met de directe omgeving.

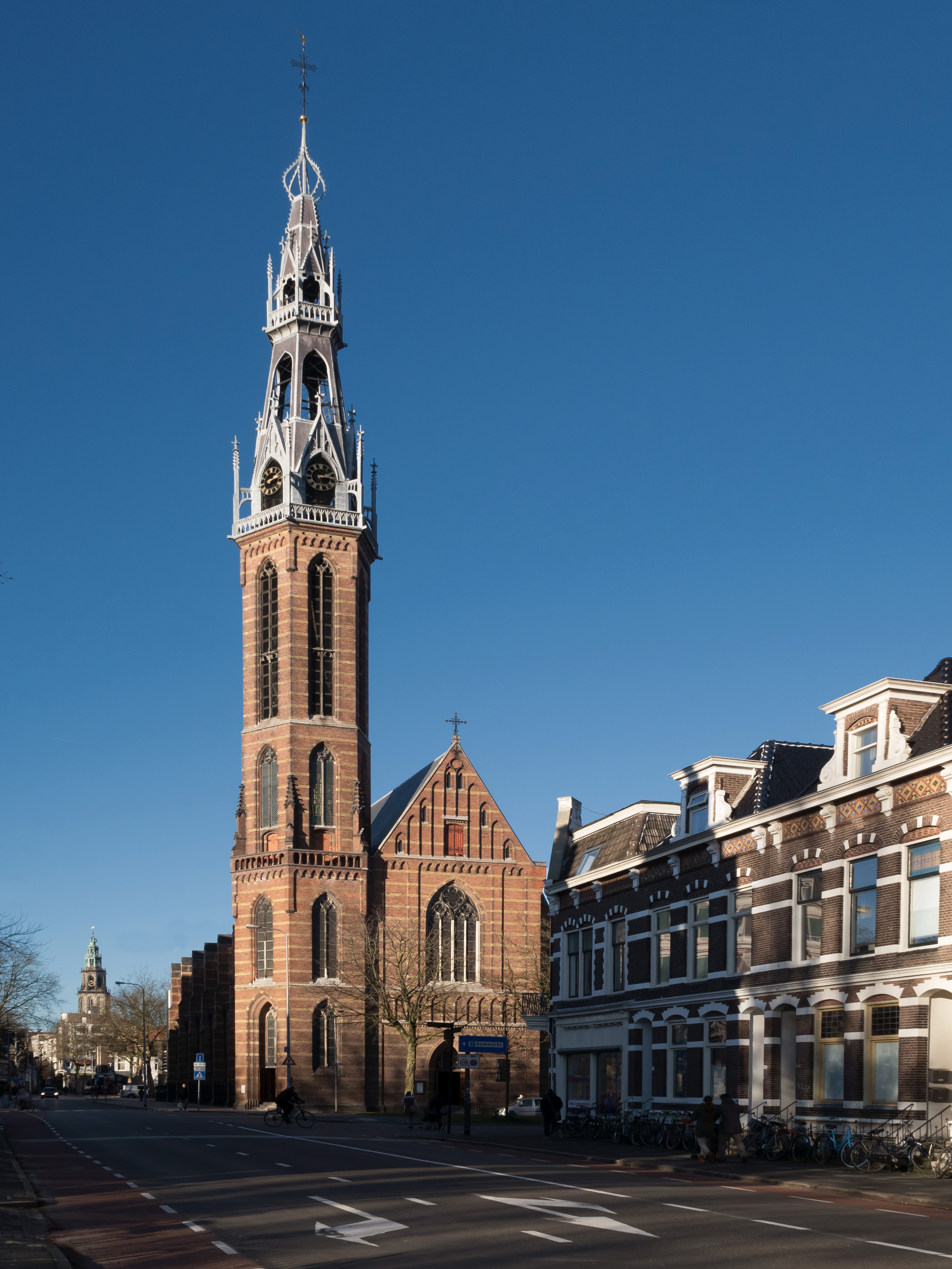
Sint-Jozefkathedraal

Het is niet bekend wie het christendom als eerste in de stad heeft gepredikt. In de Ommelanden was dat Liudger, in Drenthe was het waarschijnlijk Willehad. Of een van beiden daarbij ook de stad, toen nog een Drents dorp, heeft aangedaan is onbekend. De eerste kerk, een voorloper van de Martinikerk dateert overigens wel uit die periode.
Tot 1594, de reductie van Groningen, was Groningen een katholieke stad. In 1559 werd de stad zetel van een bisschop en de Martinikerk verheven tot kathedraal. Na de reductie werd de Nederlands Hervormde kerk ook in Groningen de officiële kerk, maar zeker niet de algemene kerk. Een aanzienlijk aantal Stadjers bleef katholiek, terwijl ook de doopsgezinden hun eigen plek in de stad hadden.
In de zeventiende eeuw koos de kerkenraad van de stad de zijde van de contraremonstranten en werd Franciscus Gomarus tot hoogleraar benoemd aan de hogeschool. In de negentiende eeuw was de universiteit broedplaats voor een beweging de andere kant op als Petrus Hofstede de Groot en anderen de Groninger richting vormgeven. De heftigste reactie tegen deze Groninger richting komt van Hendrik de Cock die dan predikant in Ulrum is. Zijn afscheiding leidt uiteindelijk tot de gereformeerde kerk, die ook in de stad velen bekoort. Halverwege de twintigste eeuw vindt er nog een afscheiding plaats als een aanzienlijke groep Groninger gereformeerden Klaas Schilder volgt in de vrijmaking.
Voor de Tweede Wereldoorlog kende de stad een bloeiende Joodse gemeenschap die vooral in en rond de Folkingestraat woonde. De synagoge was na de oorlog door de gedecimeerde gemeenschap niet meer te onderhouden en dreigde geheel te verpauperen. Na aankoop door de gemeente werd het gebouw gerestaureerd en weer als synagoge in gebruik genomen.
In 1956 kregen de Groninger katholieken weer een eigen bisschop met de oprichting van het bisdom Groningen.

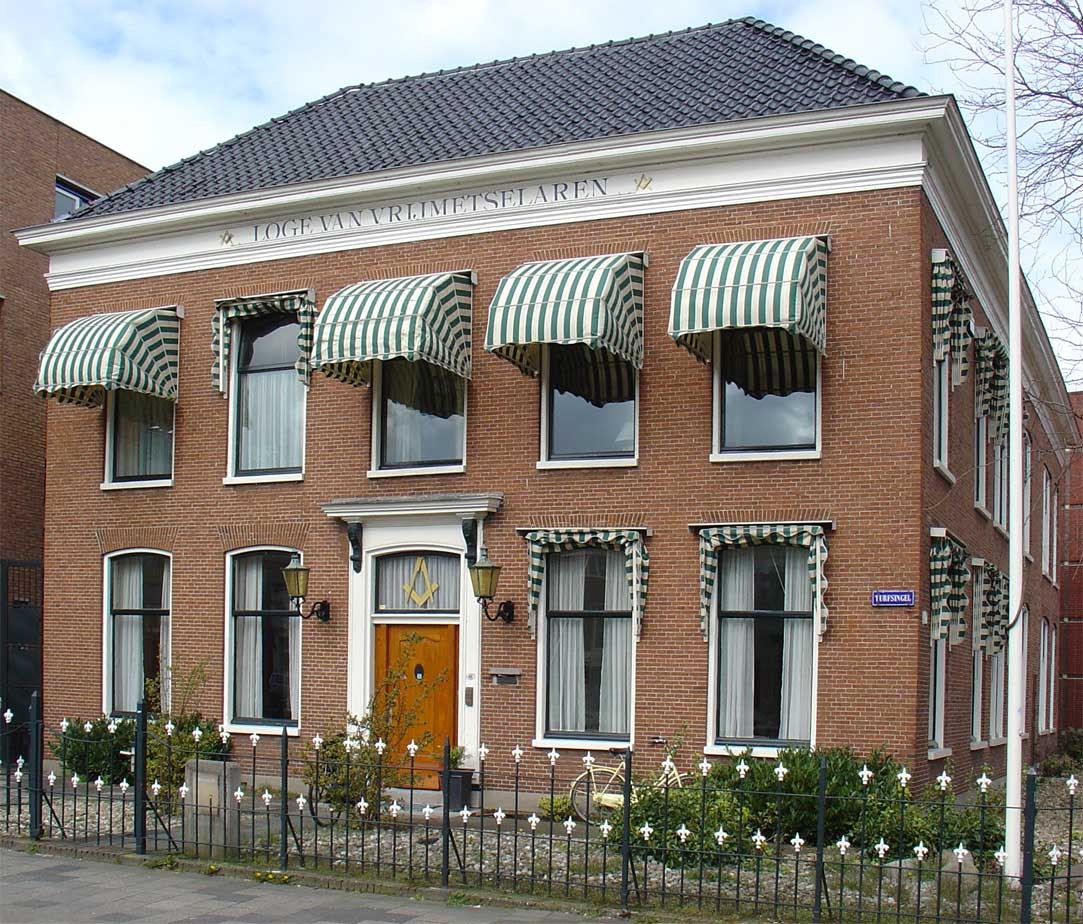
Het huidige Logegebouw aan de Turfsingel 46

Sinds 1772 bestaan er vrijmetselaarsloges in de stad. De oudste loge is de loge L'Union Provinciale, de op een na oudste vereniging van de stad.

### Dialect
Groningen kent een eigen dialect, het Stadsgronings. Dit dialect wordt ook in het dorp Haren gesproken. Historisch is de invloed van dit dialect enorm geweest: rond het einde van de middeleeuwen gaven de Ommelanden hun Oost-Fries massaal op ten gunste van het Saksische Gronings. Later, in de achttiende eeuw, was het Stadsgronings de belangrijkste factor in de ontwikkeling van het Veenkoloniaals. Vanaf het einde van de negentiende eeuw verloor het Gronings echter aan prestige: het raakte sterk sociaal gekleurd. Bovendien trok de stad steeds meer mensen van buitenaf aan, zeer in tegenstelling tot het ontvolkende platteland. Veel sprekers van het Gronings in de stad zijn van oorsprong plattelanders en spreken dus geen Stadsgronings. Bovendien blijken ook de Stadjers die aan het dialect vasthouden hun taalgebruik aan het andere Gronings aan te passen, waardoor het Stadsgronings meer op het Veenkoloniaals gaat lijken.

## Bezienswaardigheden

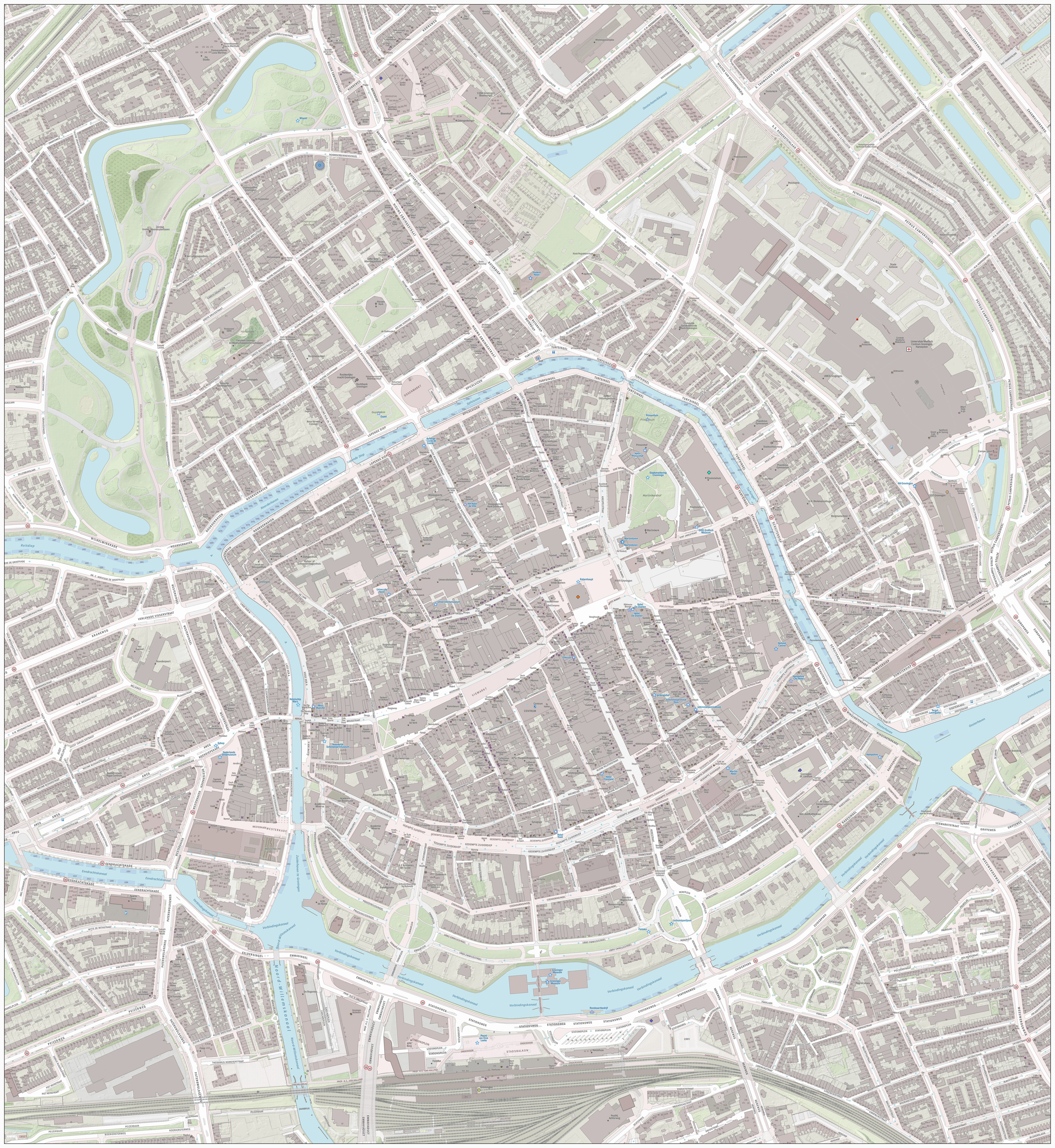
Centrum van Groningen, met bezienswaardigheden.

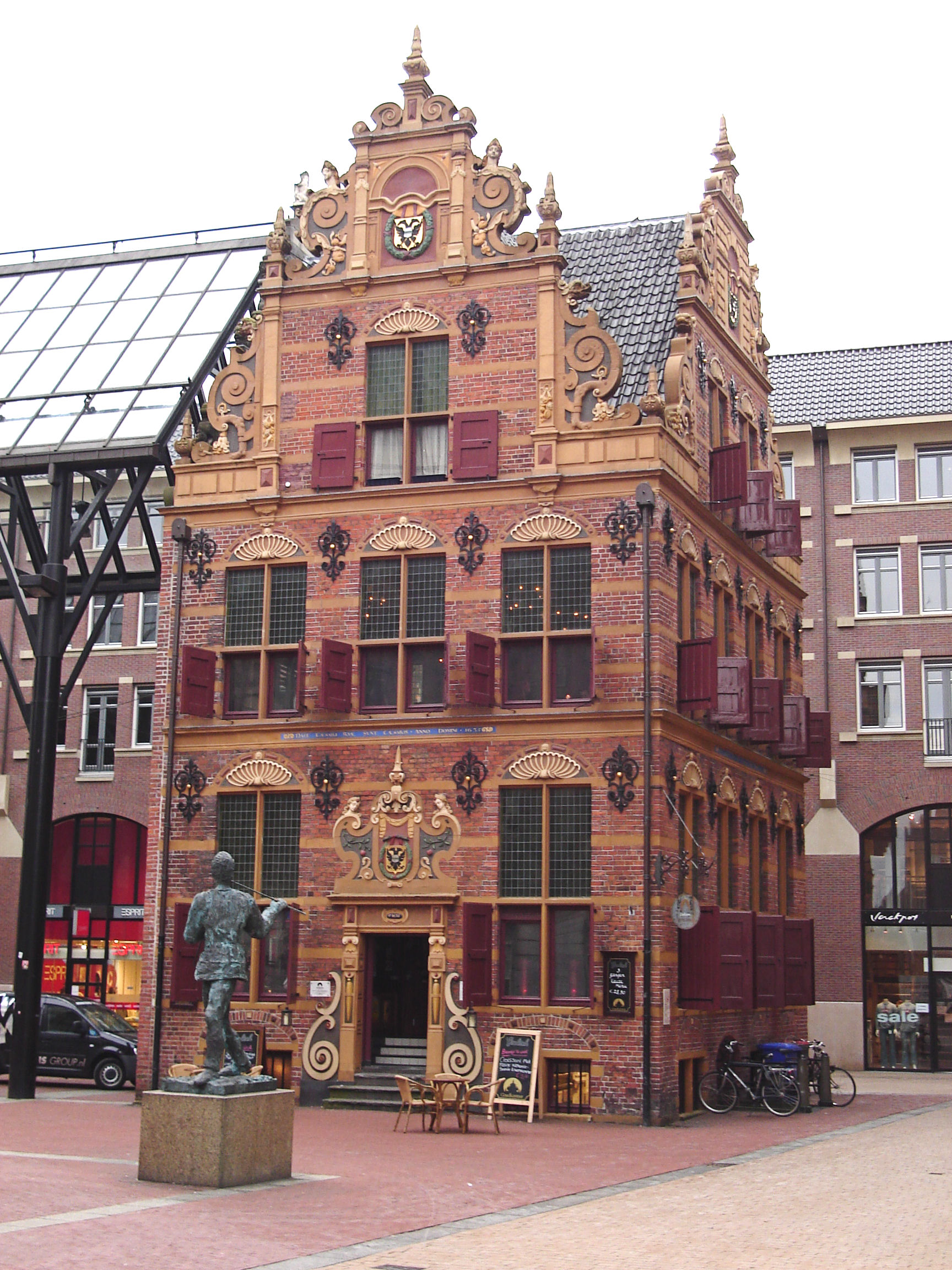
Goudkantoor

Groningen heeft het zwaar te verduren gehad tijdens de Tweede Wereldoorlog. Met name de Grote Markt werd tijdens de bevrijding in april 1945 zwaar beschadigd. In totaal gingen er in de stad ruim 300 panden verloren door het oorlogsgeweld, waaronder de complete noord- en oostwand van de Grote Markt. Het symbool van de stad, de Martinitoren (door de Stadjers d'Olle Grieze genoemd) en de bijbehorende kerk bleven gespaard, evenals het Goudkantoor en het stadhuis. De Hoofdwacht aan de voet van de Martinitoren, raakte dusdanig beschadigd dat deze niet te redden was.

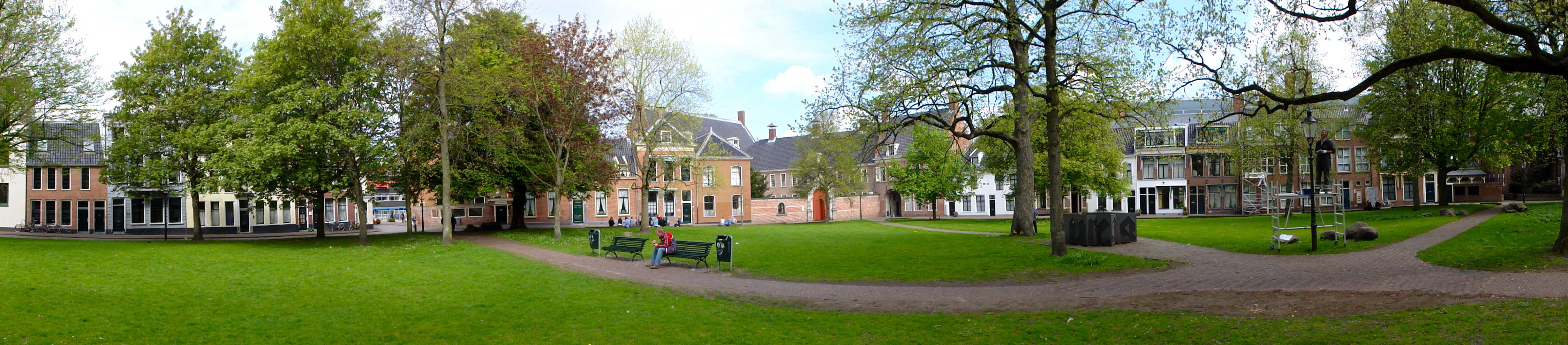
Het Martinikerkhof

Ten noordoosten van de Grote Markt ligt het Martinikerkhof. De plek geldt als een van de meest serene plekken van de stad met als blikvangers het provinciehuis en het Prinsenhof, maar tot in de jaren zeventig van de vorige eeuw was het in gebruik als parkeerterrein. Hier stond ook het meest mysterieuze gebouw van Groningen: de Sint-Walburgkerk. De locatie van de in 1627 gesloopte kerk is gemarkeerd. Achter het Prinsenhof ligt de fraaie Prinsentuin met hierin een van de rijkst vormgegeven zonnewijzers van het land.

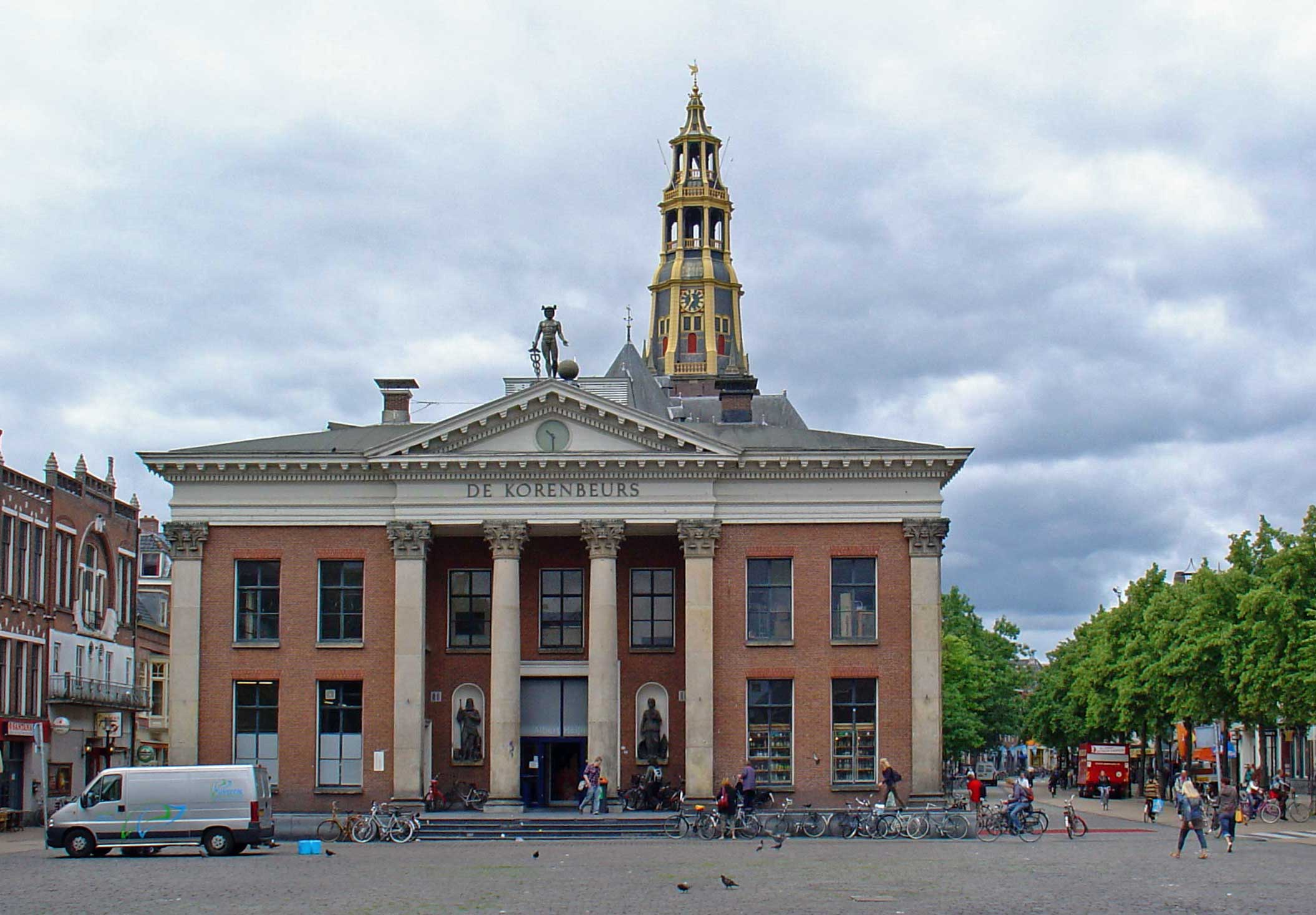
Korenbeurs.op de achtergrond de Aa-kerk

Aan de westkant van de Grote Markt ligt de Vismarkt. Met name de zuidkant van dit plein bevat een aantal fraaie panden. Het plein wordt aan de westkant afgesloten door de Korenbeurs, een verwijzing naar de rijkdom van de provincie in de negentiende eeuw die gebaseerd was op de graanteelt op de vruchtbare zeeklei.

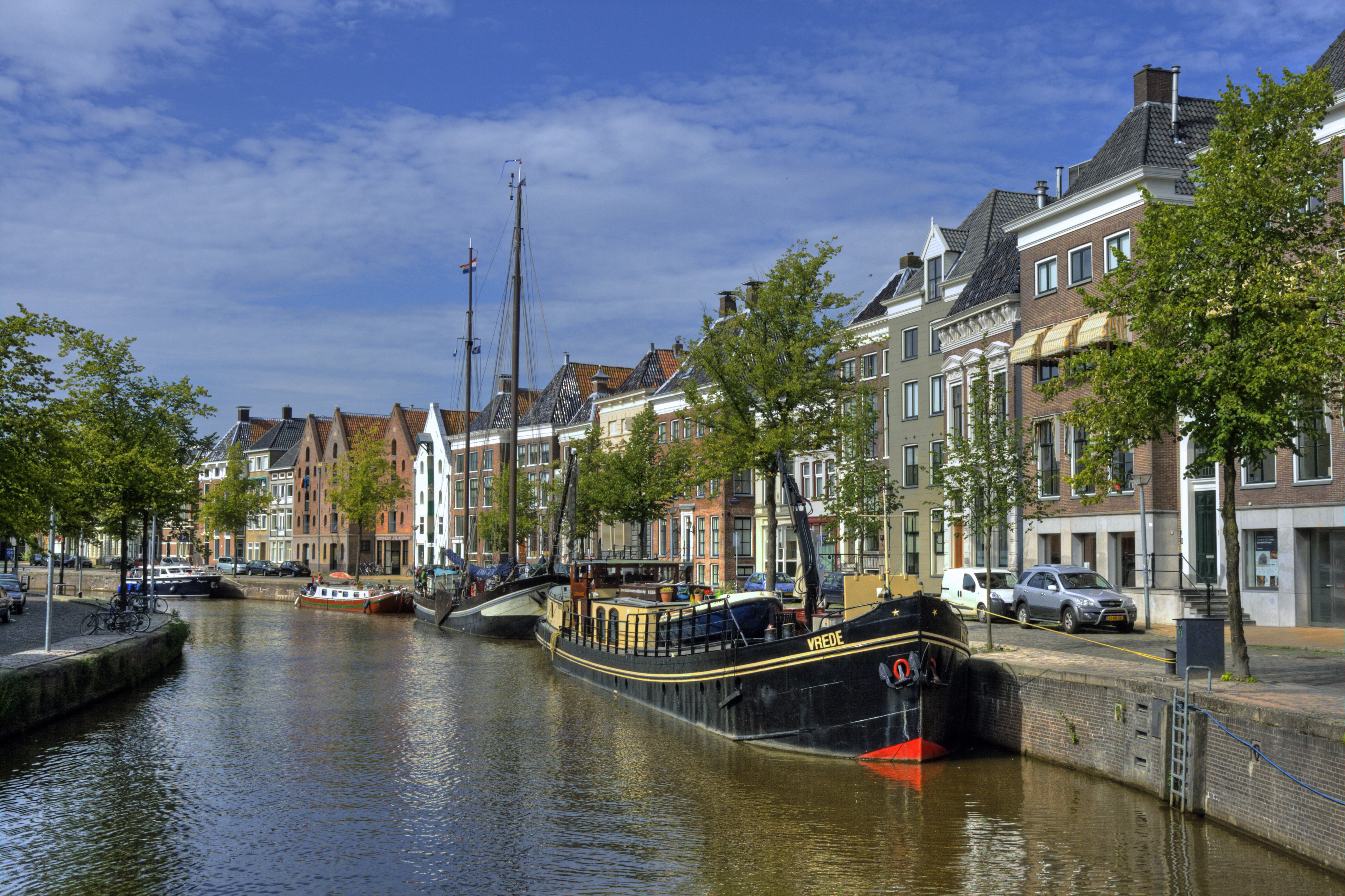
Het Hoge der A

Achter de Korenbeurs verheft zich de Der Aa-kerk, na de Martinikerk de tweede parochiekerk van de historische stad. Iets verder naar het westen, langs het water, of in het Gronings 'het diep', staat langs het Hoge der A een aantal fraaie pakhuizen en woonhuizen. Ook langs de Noorderhaven staan dergelijke panden.

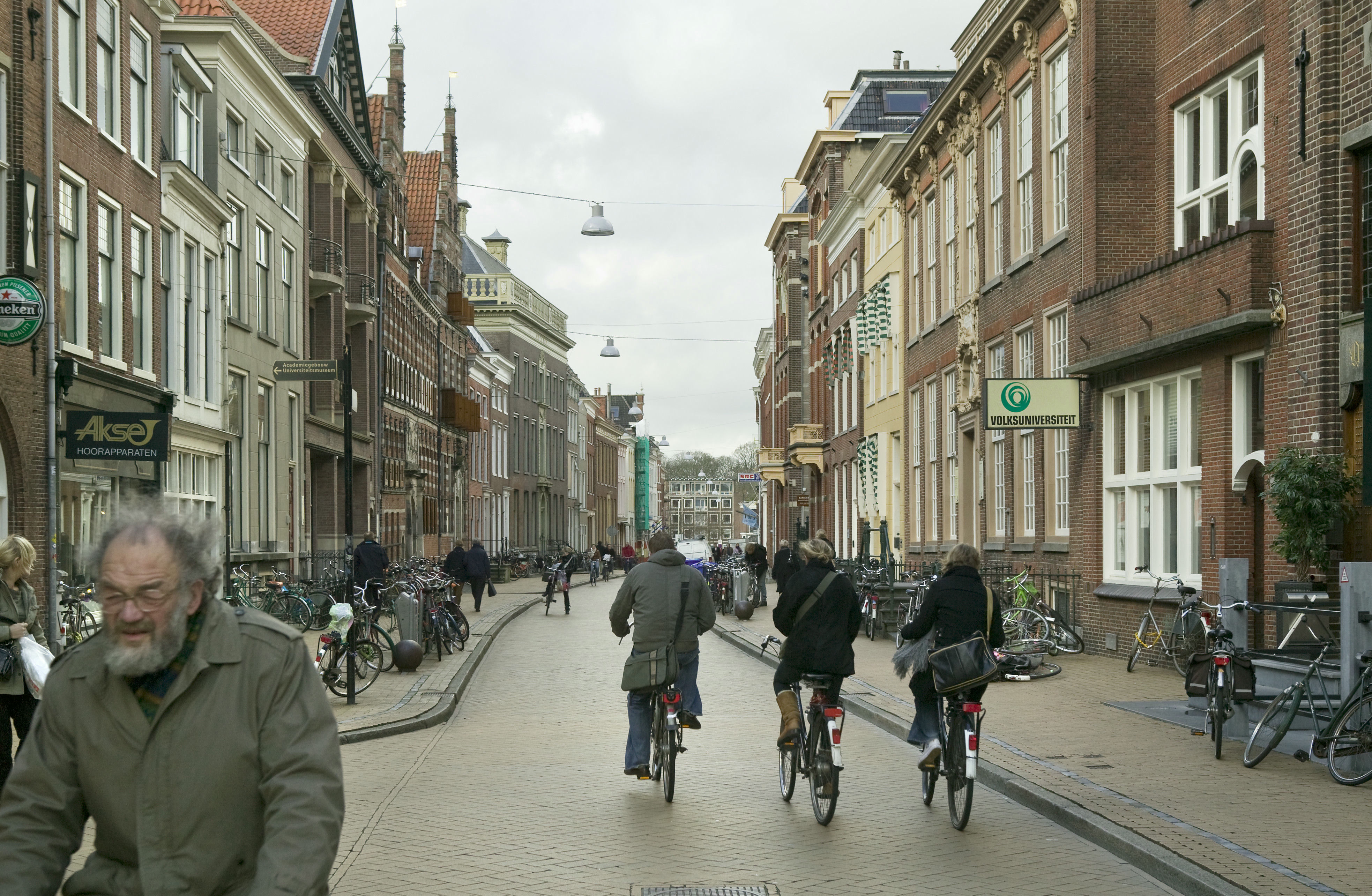
De Oude Boteringestraat

Vanaf de Grote Markt naar het noorden loopt de Oude Boteringestraat met een van de oudste huizen van de stad, het Calmershuis en de oude Rechtbank. Over de diepenring loopt de straat door als Nieuwe Boteringestraat en loopt dan langs de Nieuwe Kerk, uit 1660 en de eerste kerk in Groningen die gebouwd is voor de protestantse eredienst.
Aan de Radesingel staat de Sint-Jozefkathedraal, een schepping van Pierre Cuypers die sinds 1981 kathedrale kerk is voor het bisdom Groningen.
Uit het begin van de twintigste eeuw dateert het opvallende Academiegebouw in neorenaissancestijl.

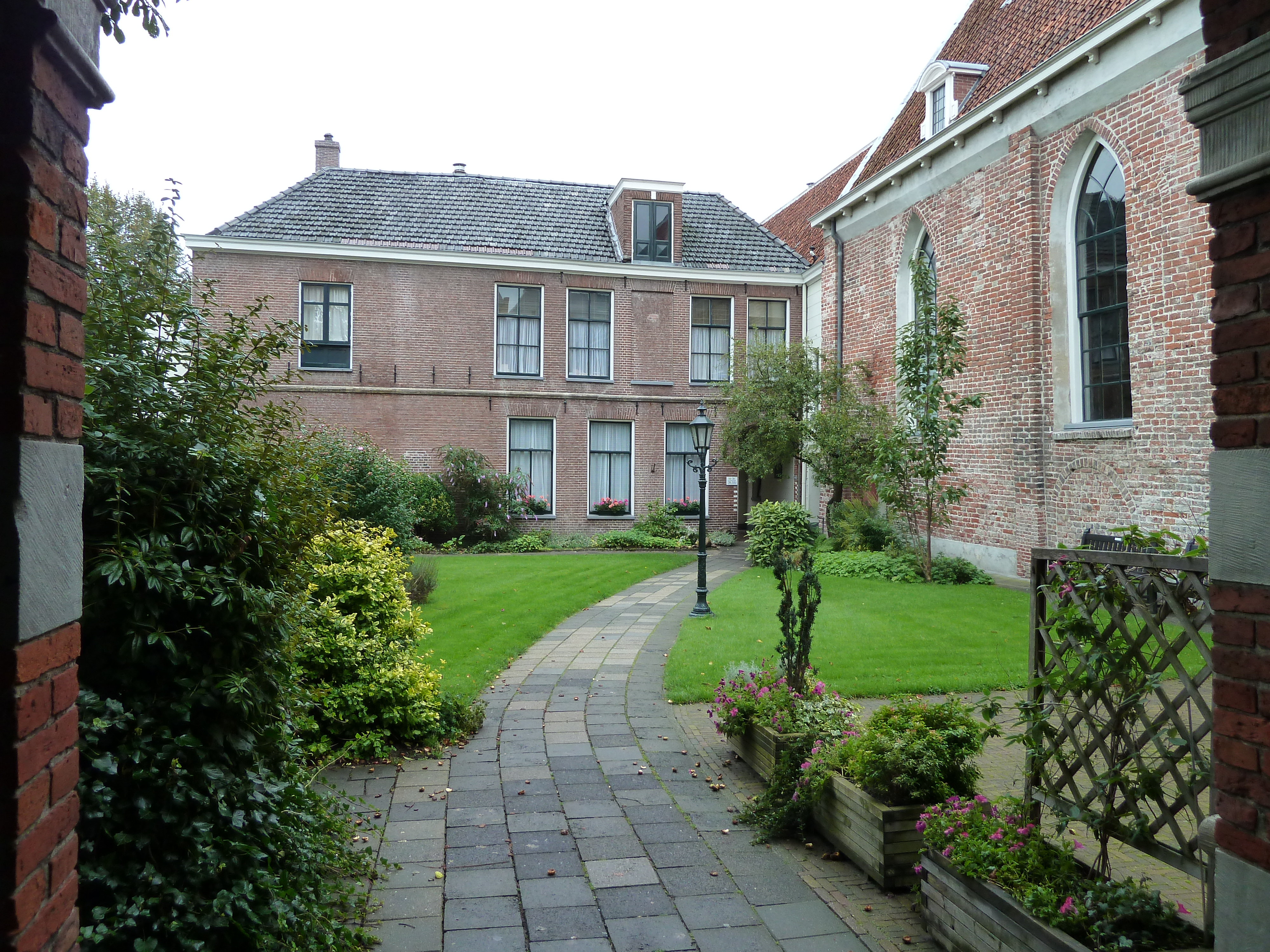
Het Pelstergasthuis

Een bijzonder aspect van Groningen zijn de vele hofjes, in Groningen gasthuizen genoemd. De bekendste zijn het Pelstergasthuis, uit de dertiende eeuw en een van de oudste hofjes van Nederland, en het Pepergasthuis. De meeste hofjes zijn te vinden in de Hortusbuurt, in de stadsuitleg uit het begin van de zeventiende eeuw.
Het hoofdstation uit 1896, direct buiten de zogenaamde diepenring, staat bekend als een van de fraaiste stations in Nederland.
Aan de zuidwestkant staat het markante Gasuniegebouw, hoofdkantoor van de Gasunie. Het is gebouwd in de stijl van de organische architectuur. Andere interessante moderne architectuur is te vinden in de wijk Hoornse Meer. Hier is het Wall House #2 te vinden, het enige gerealiseerde ontwerp uit een serie die wel als het meesterstuk van de Amerikaanse architect John Hejduk wordt beschouwd.
Verschillende delen van de stad zijn aangewezen als beschermd stadsgezicht: de Binnenstad, Bloemenbuurt, Korrewegwijk, Oosterpoort Oost, Petrus Campersingel, Schildersbuurt, Verlengde Hereweg en Zuiderpark.

## Kunst en cultuur
Groningen is de grootste stad in het noorden van Nederland. De stad vervult daardoor een centrumfunctie, wat versterkt wordt door de aanwezigheid van de universiteit en de hogeschool. Dat leidt tot een grote vraag naar en een gevarieerd aanbod van cultuur.

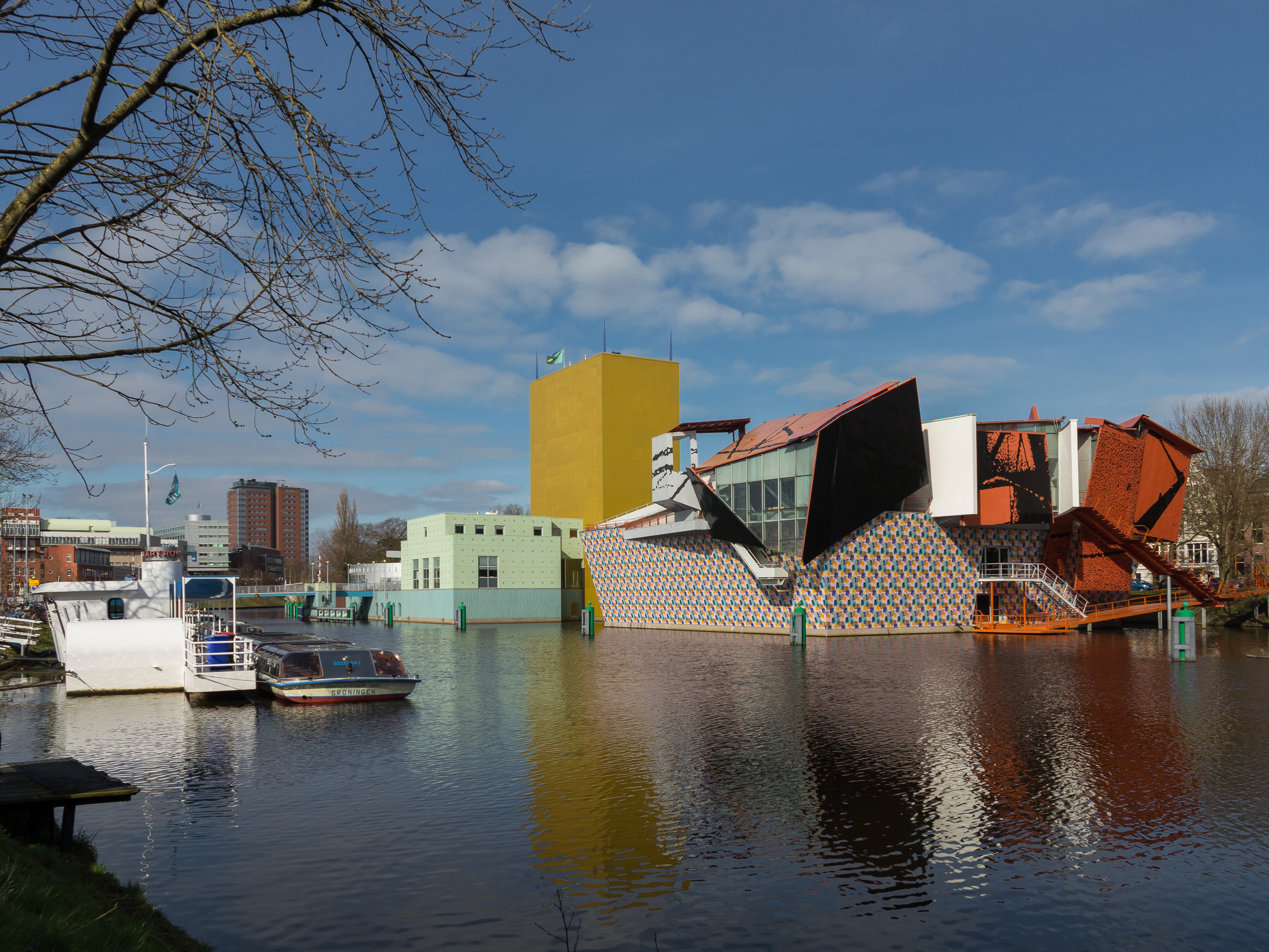
Groninger museum

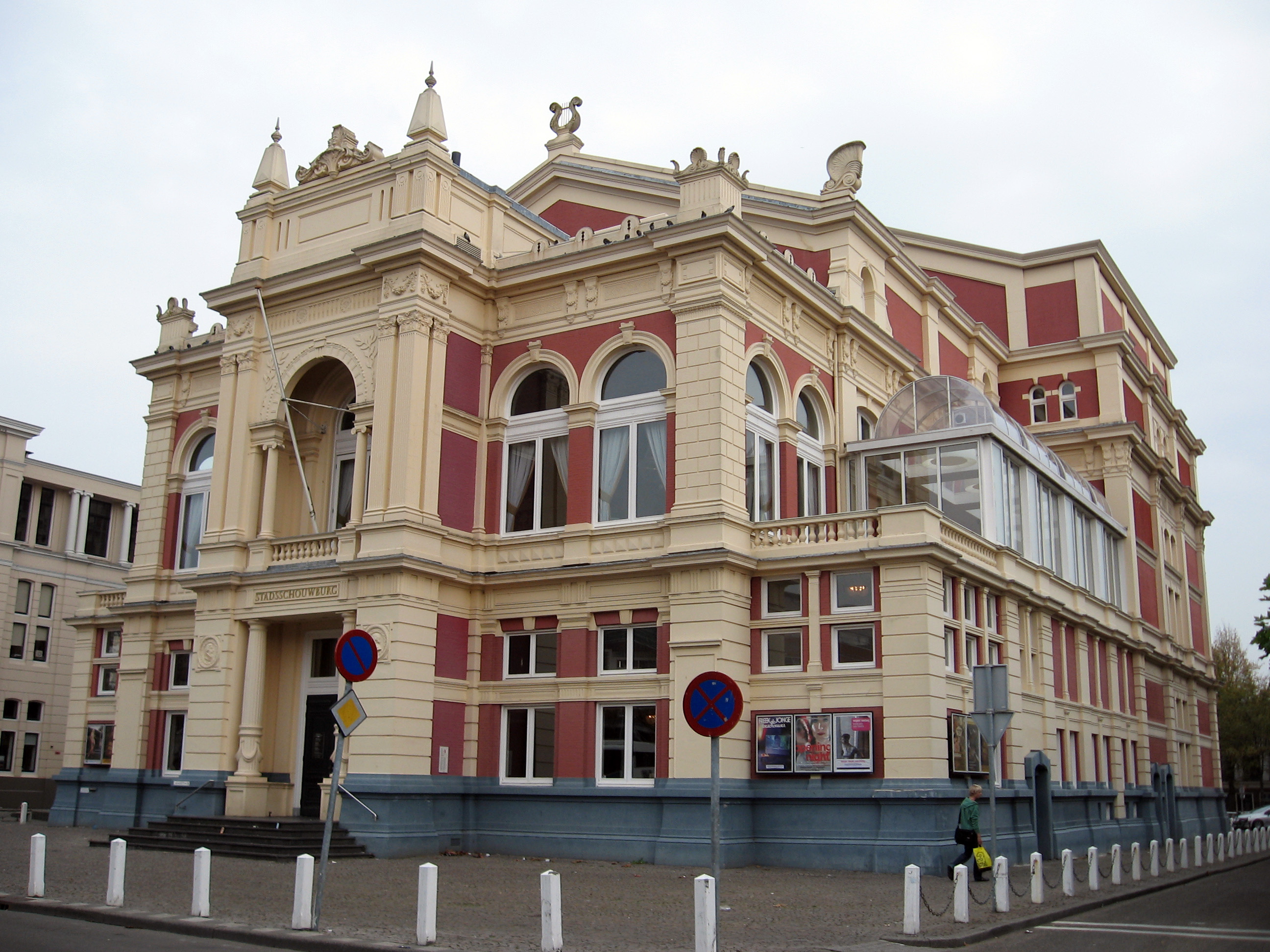
De Stadsschouwburg

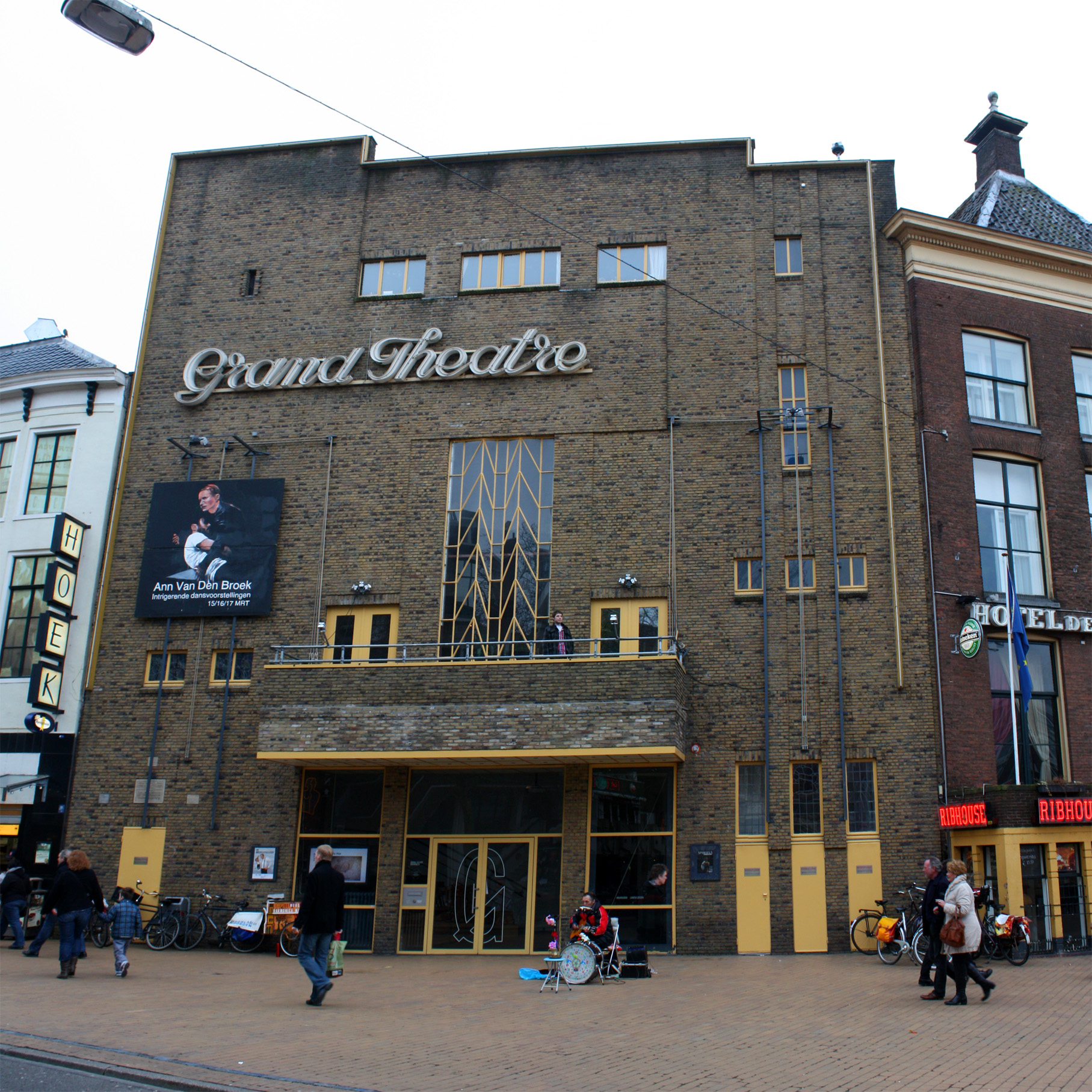
Grand Theatre

### Musea
Het Groninger Museum is het belangrijkste museum van de stad. Oorspronkelijk was dit een vrij traditioneel provinciaal streekmuseum, maar het heeft zich ontwikkeld tot een van de vernieuwende musea van Nederland, vooral sinds de nieuwbouw op een kunstmatig eiland in het Verbindingskanaal.
De stad heeft meer musea:
- het Universiteitsmuseum, waar tentoonstellingen over zowel de geschiedenis van de universiteit als de nieuwste ontwikkelingen in het onderzoek te zien zijn
- het Noordelijk Scheepvaartmuseum in de Brugstraat, met als thema de geschiedenis van Groningen, stad en provincie op zeevaartgebied
- het GRID Grafisch Museum Groningen, gewijd aan grafische kunst en druktechnieken

Tot 2019 was het Nederlands Stripmuseum gevestigd aan de Westerhaven. Begin 2020 is dit museum onder de naam "Storyworld" geopend in Forum Groningen.

### Kunst in de openbare ruimte
Er zijn in Groningen veel beeldhouwwerken (circa 400) in de openbare ruimte te zien waaronder enkele van Wladimir de Vries. Ook het beeldenproject van de Rijksuniversiteit Groningen heeft meerdere kunstwerken opgeleverd. Verder bevindt zich bij iedere uitgaande weg van de gemeente een beeld of installatie van het zogenaamde "project Stadsmarkeringen" uit 1990.

### Theater en muziek
Groningen heeft een uitbundig cultureel leven. Naast gevestigde instellingen zoals de Stadsschouwburg aan de Turfsingel, cultuurcentrum De Oosterpoort aan de Trompsingel (thuisbasis van het Noord Nederlands Orkest), Vera aan de Oosterstraat, Grand Theatre aan de Grote Markt en Simplon aan het Boterdiep, is er een levendig circuit van kroegen waar ten minste een keer in de week livemuziek wordt gebracht. Groningen heeft als een van de weinige grote steden ook een echte undergroundscene. Het Noord Nederlands Toneel heeft zijn thuisbasis in Theater De Machinefabriek aan de Bloemstraat. Het Prinsentheater is een belangrijk amateurtheaterpodium aan de Noorderbuitensingel. Voor grote producties is er sinds enige jaren een nieuwe zaal in MartiniPlaza.
Ieder jaar wordt op de tweede zaterdag in januari in Groningen het Noorderslag-festival georganiseerd, waarop de Nederlandse Popprijs wordt uitgereikt. In augustus vindt in het Noorderplantsoen het theater-festival Noorderzon plaats.

### Uitgaansleven

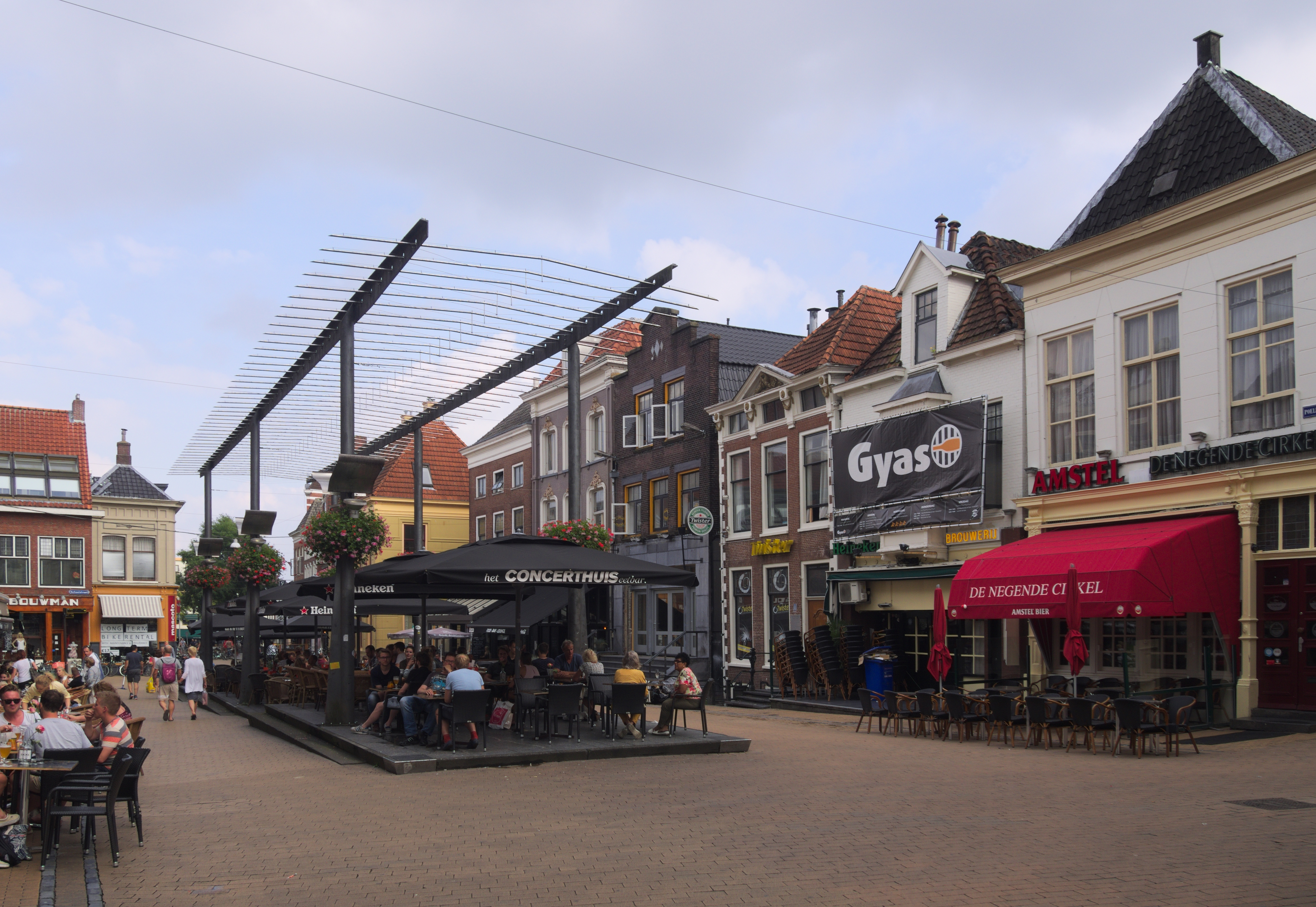
Uitgaansgelegenheden en terrassen op het "Poeleplein" in de Poelestraat.

Als studentenstad kent Groningen een druk uitgaansleven en de stad heeft sinds 2011 een eigen nachtburgemeester. Er zijn talrijke cafés, met name rond de Grote Markt, waar zich onder meer het grote cafécomplex De Drie Gezusters van de vroegere Groningse horeca-ondernemer Sjoerd Kooistra bevindt. Voorts zijn er veel (studenten)kroegen in de Poelestraat en in de aangrenzende Peperstraat.
Concentraties van horecazaken zijn er ook op de Vismarkt, aan het Gedempte Kattendiep (waar o.a. een vestiging van Holland Casino was, die in augustus 2017 geheel door brand werd verwoest) en in de Grote en Kleine Kromme Elleboog, waar zich onder meer restaurant Muller bevond, dat van 1997 tot 2012 een Michelinster had. Het vroegere restaurant Le Mérinos d'Or in de A-straat had van 1985 tot 1991 een Michelinster.
De eerste homohoreca in Groningen was een in 1967 geopende dancing van het COC. In de jaren negentig telde de stad meerdere cafés, twee discotheken, waaronder De Golden Arm, en een homosauna. Daarnaast zijn er twee nieuwe homocafés die in 2017 en 2018 geopend werden. De langstbestaande zaak was de in 1981 geopende bar De Rits, die in 2020 sloot en werd omgevormd tot een dragshowbar.
Groningen had eind 20e eeuw twee raamprostitutiegebieden, de Nieuwstad en de Vischhoek/Hoekstraat/Muurstraat. Die tweede is met ingang van 2016 na een lange juridische strijd op last van de burgemeester gesloten.

## Economie en werkgelegenheid

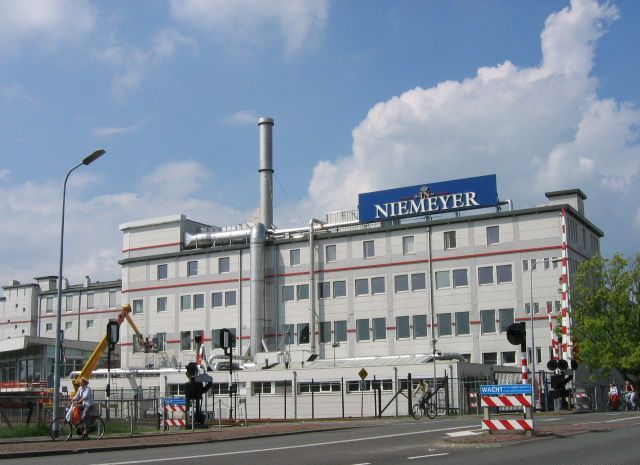
Niemeyer

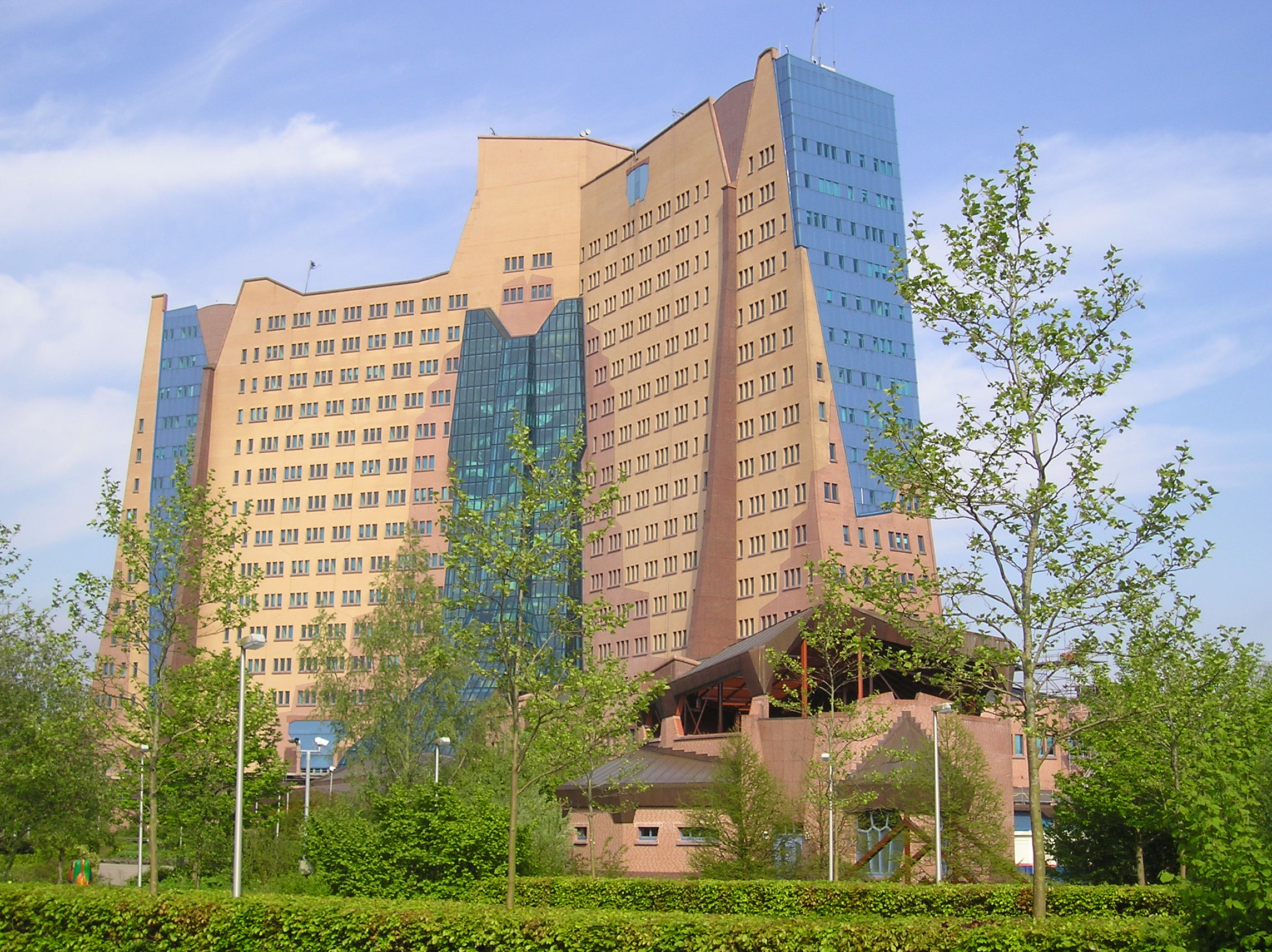
Gasuniegebouw

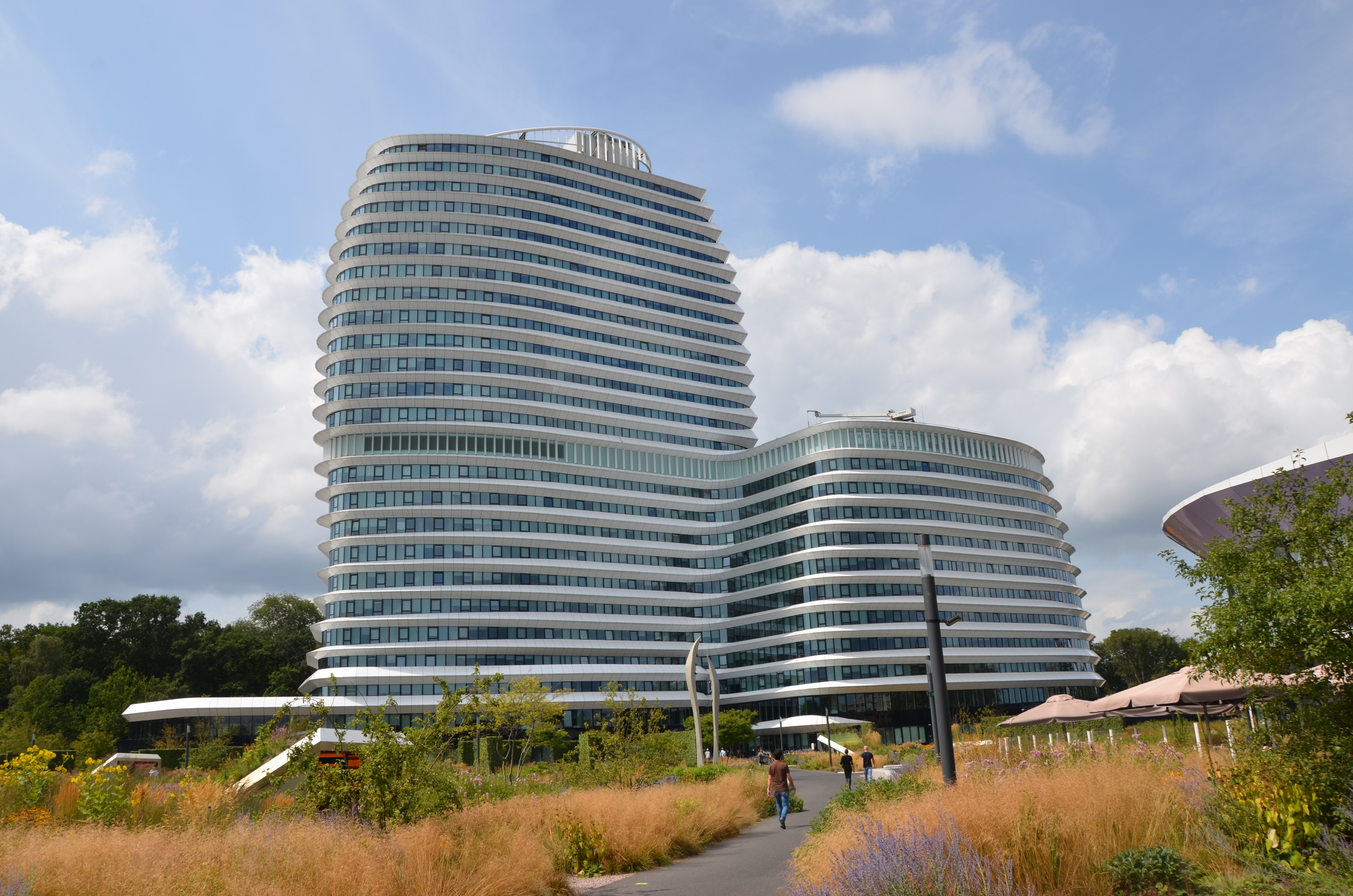
Het Kantorencomplex Kempkensberg, waarin DUO en de Belastingdienst gevestigd zijn (2019)

Groningen is steeds een belangrijke handelsstad gebleven en is een centrum voor de voedingsmiddelenindustrie (suiker, tabak, koffie). De gemeente promoot de vestiging van de zakelijke dienstverlening (voornamelijk in de ICT-sector) en de zogenoemde "Life Sciences". In 2019 telde Groningen rond de 157.000 arbeidsplaatsen en is daarmee veruit de belangrijkste werkplek in het noorden. Sinds 2010 is het aantal arbeidsplaatsen in Groningen gestegen met 17.000. Na Groningen komt Leeuwarden met 67.320 arbeidsplaatsen. Het gemiddelde aantal arbeidsplaatsen per inwoner is veel hoger dan dat van Nederland als geheel (712 per 1000 tegen 464 per 1000). Groningen telde in 2019 in totaal 21.500 bedrijven, een stijging van 933 ten opzichte van 2018.

### Industrie
De industrie neemt een steeds kleiner deel van de totale werkgelegenheid in de stad voor haar rekening. Was in 1999 nog ca. 15% werkzaam in de industrie, in 2004 was dit afgenomen tot ongeveer 12%. Een onderdeel van de industrie waar Groningen wijd en zijd om bekendstaat is de suikerindustrie. Groningen is de grootste 'suikerstad' in Europa en vervult traditioneel een belangrijke rol in de Nederlandse bietsuikerindustrie.
De stad telde tot 2009 twee grote suikerverwerkende fabrieken binnen haar grenzen. De fabriek van de Suiker Unie, hoewel origineel gebouwd ten westen van de stad, is recentelijk helemaal door de uitbreidende stad omgeven en werd na de campagne van 2008/2009 gesloten. De productie bedroeg voorafgaand aan de sluiting 250.000 ton met 250 werknemers. De enige nog overblijvende suikerfabriek is de Suiker Unie Vierverlaten in Hoogkerk (voorheen CSM). Deze produceert jaarlijks 235.000 ton suiker met 283 werknemers. In 2008 werd bekendgemaakt dat de vier grote opslagsilo's – van grote afstand zichtbaar – met nog eens twee zouden worden uitgebreid.
Eerder vormde de suikerbietencampagne in het najaar een welkome bron van inkomsten voor arbeiders uit de verre omgeving. Duizenden van hen begaven zich ieder najaar naar de fabrieken.
Andere bekende Groninger bedrijven zijn Hooghoudt (alcoholische dranken, waaronder jenever), uitgeverij Noordhoff en Theodorus Niemeyer (tabaksproducten, waaronder Samson-shag).

### Zakelijke dienstverlening
De zakelijke dienstverlening levert ongeveer 30% van de totale arbeidsplaatsen (in 2004 rond de 36.000) in Groningen. Hiermee is het de op een na grootste sector. Binnen de sector zijn er in gemeentelijk beleid een aantal subsectoren aangegeven die kansrijk worden genoemd. Dit zijn de ICT-sector, de Life Sciences, Toerisme en Energie & Milieu. Van deze subsectoren presteren vooral de eerste drie sectoren erg goed, met gemiddelde groeicijfers van rond de 5% per jaar van 1999 tot 2004.
Het belangrijkste bedrijf in deze sector is de Gasunie. In 2005 is het bedrijf gesplitst in een handelspoot (GasTerra), en een bedrijf, onder de oude naam, dat het beheer heeft over het buizennet. Beide zijn in Groningen gevestigd.

### Handel en horeca
De handel en horeca vormen de op twee na grootste sector binnen de Stadgroninger werkgelegenheid. In totaal waren er in 2004 rond de 20.000 arbeidsplaatsen, een aantal dat nauwelijks is veranderd in de afgelopen 5 jaar.
In 2005 heeft Groningen de titel Beste Binnenstad van Nederland gekregen. Markant figuur binnen de horeca was Sjoerd Kooistra, die eigenaar was van een groot aantal etablissementen aan de Grote Markt en in de Poelestraat en de Peperstraat en tientallen grote cafés elders in Nederland verwierf.

### Niet-zakelijke dienstverlening
De aanwezigheid van de Rijksuniversiteit, de Hanzehogeschool, het Universitair Medisch Centrum, de Dienst Uitvoering Onderwijs, de Rechtbank Noord-Nederland en Groningens status als provinciehoofdstad en regionaal centrum maakt dat de stad een groot deel van zijn werkgelegenheid (meer dan 40% in 2004) te danken heeft aan deze sector.

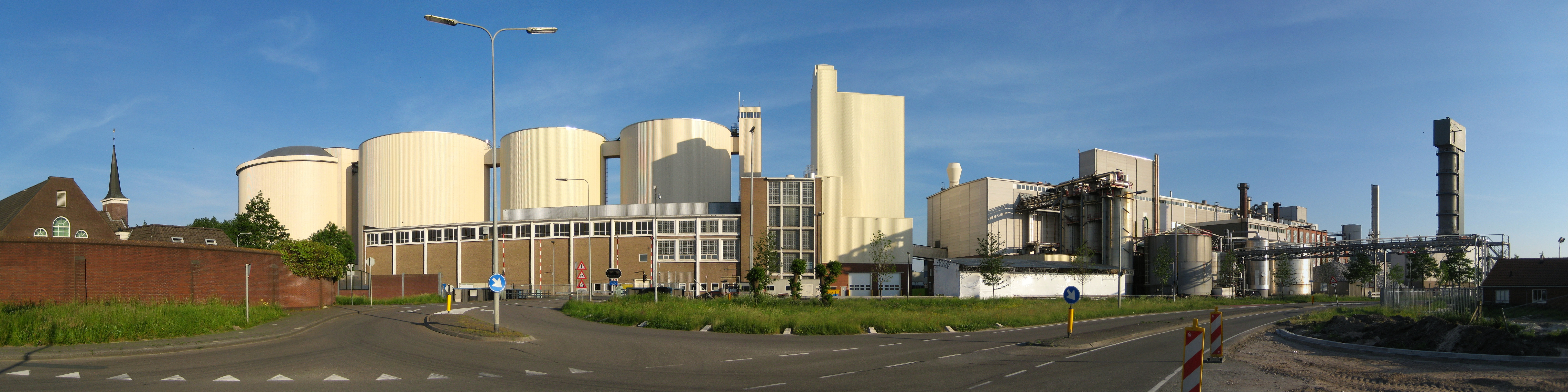
Fabriek van de Suiker Unie in Hoogkerk

## Verkeer en vervoer

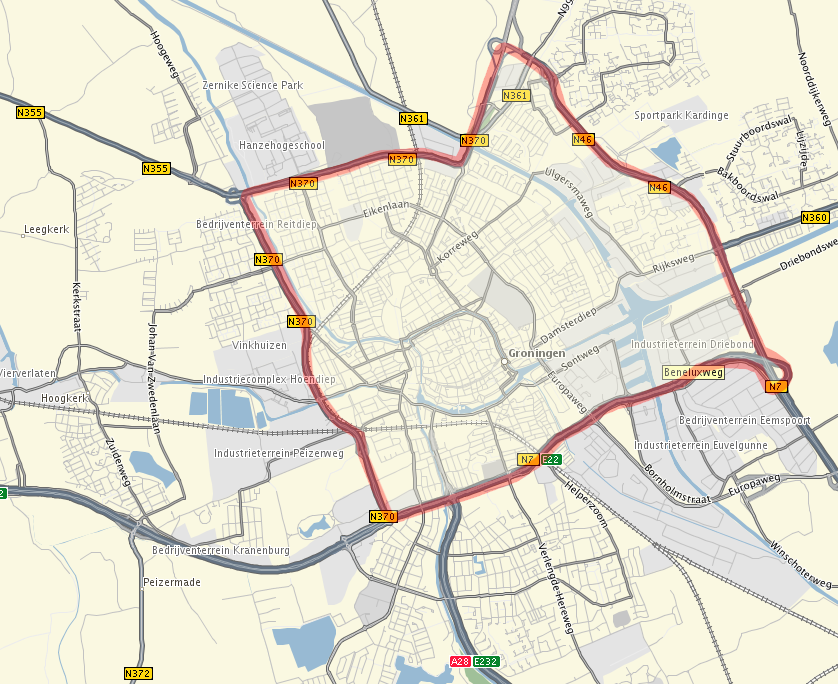
De ringweg van Groningen (2010)

### Wegverkeer
De autosnelweg A28 biedt een directe verbinding naar het zuiden naar Assen, Zwolle, Amersfoort en Utrecht. Op het knooppunt Julianaplein sluit de A28 aan op de ringweg van Groningen. Vanaf daar biedt de snelweg A7 verbindingen naar zowel het westen (Drachten, Leeuwarden, Amsterdam) als het oosten (Winschoten en de Duitse A31). Belangrijke verkeersaders naar de rest van de provincie zijn de N46 naar Eemshaven, de N361 naar Winsum, de N360 naar Delfzijl en de N355 naar Zuidhorn.
Op zeven punten langs de voornaamste toegangswegen tot de stad zijn in de jaren negentig zogenaamde stadsmarkeringen geplaatst. Ieder daarvan is door een andere kunstenaar ontworpen en ze zijn dan ook zeer divers qua ontwerp.
De binnenstad van Groningen is sinds de invoering van het Verkeerscirculatieplan Groningen in 1977 voor autoverkeer opgedeeld in vier sectoren, die onderling niet per auto bereikbaar zijn. Om van de ene naar de andere sector te komen moet men via de diepenring rijden.
In de binnenstad van Groningen worden voor laden en lossen door auto's en vrachtwagens venstertijden gehanteerd.

### Spoorwegen

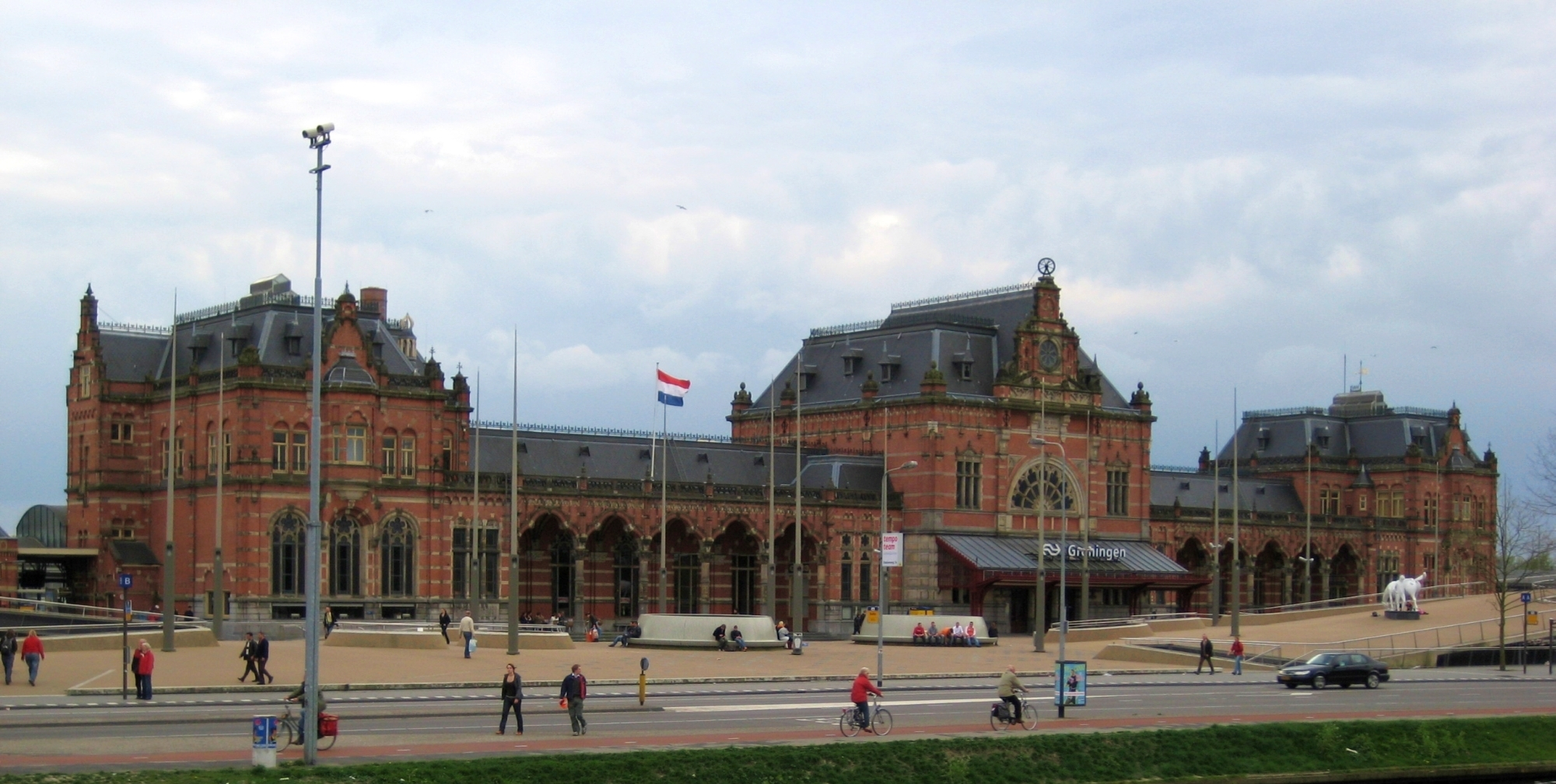
Hoofdstation

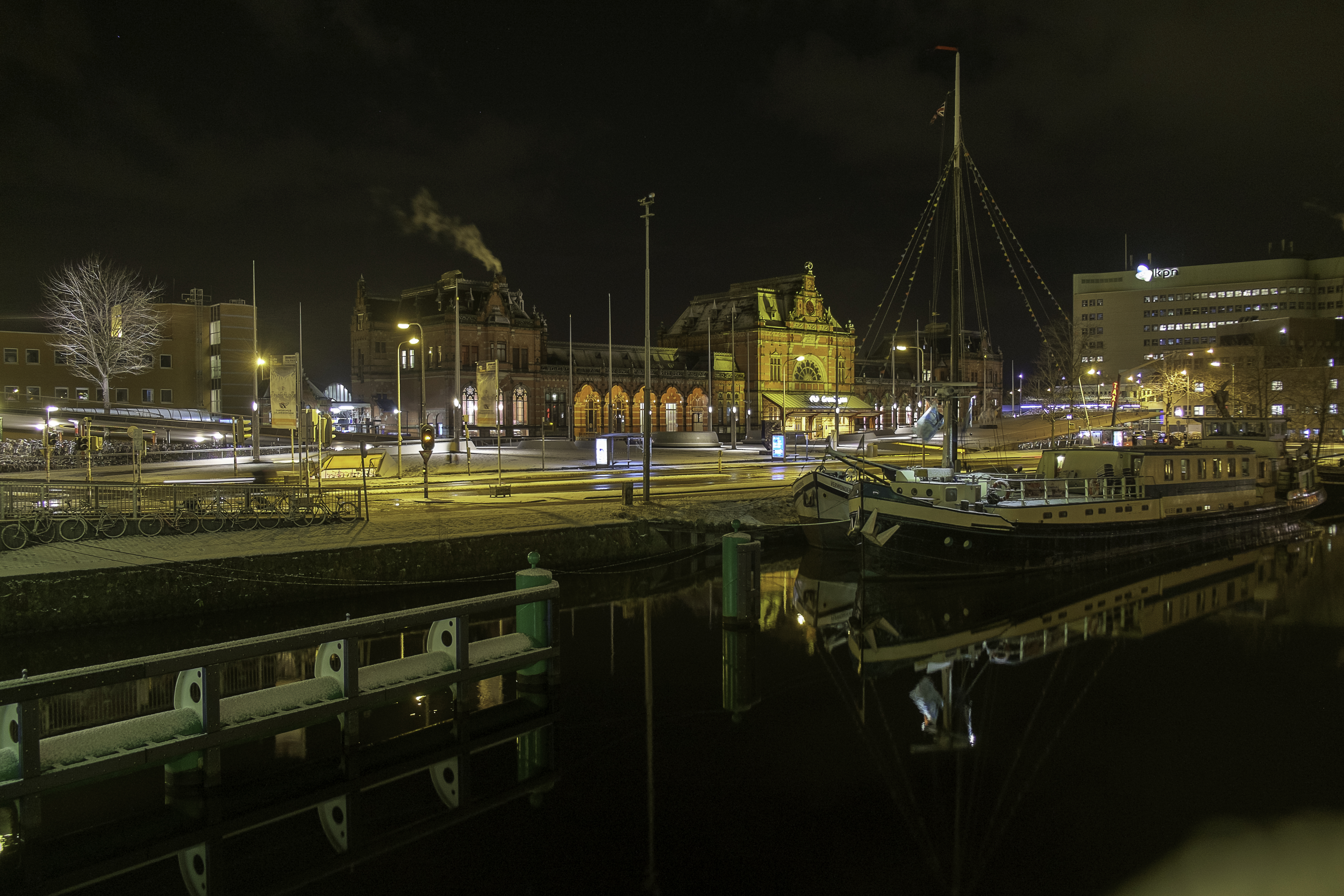
Station Groningen bij nacht

Groningen werd in 1866 aangesloten op het spoornet. De eerste verbinding was de lijn naar Leeuwarden. Deze lijn werd in 1868 doorgetrokken naar Winschoten en Nieuweschans. In 1870 kwam er een directe verbinding naar Holland door de opening van de lijn naar Meppel. In 1884 volgde nog een lijn naar Delfzijl en in 1893 naar Roodeschool. De lijnen naar Zoutkamp en door de Woldstreek zijn in 1942 opgeheven. Sinds 2011 is ook Veendam weer per trein bereikbaar.
Vanaf het Hoofdstation, net ten zuiden van de binnenstad, rijden in de dienstregeling 2025 rechtstreekse treinen in de richtingen:
- Assen – Zwolle – Amersfoort – Utrecht – Den Haag (NS)
- Assen – Zwolle – Lelystad – Almere – Amsterdam – Schiphol (NS)
- Buitenpost – Leeuwarden (Arriva)
- Hoogezand-Sappemeer – Zuidbroek – Winschoten – Bad Nieuweschans – Leer (Ostfriesland) (Arriva)
- Hoogezand-Sappemeer – Zuidbroek – Veendam (Arriva)
- Sauwerd – Delfzijl (Arriva)
- Sauwerd – Roodeschool – Eemshaven (Arriva)

Behalve het hoofdstation heeft de stad nog twee spoorwegstations:
- Station Groningen Noord, ook wel Noorderstation genoemd, een halte op de lijnen naar Roodeschool / Delfzijl.
- Station Groningen Europapark: op de lijnen naar Leer (Ostfriesland) en Veendam alsmede op de lijn naar Zwolle.

In het verleden was er nog een andere stopplaats aan de spoorlijn Groningen – Delfzijl Kostverloren, ter hoogte van de huidige wijk Kostverloren.
De NTM-stoomtramlijn Drachten - Groningen naar Drachten, met doorgaande trams naar Lemmer. Deze lijn is voor goederenvervoer tot 1985 in gebruik gebleven.

### Stads- en streekvervoer

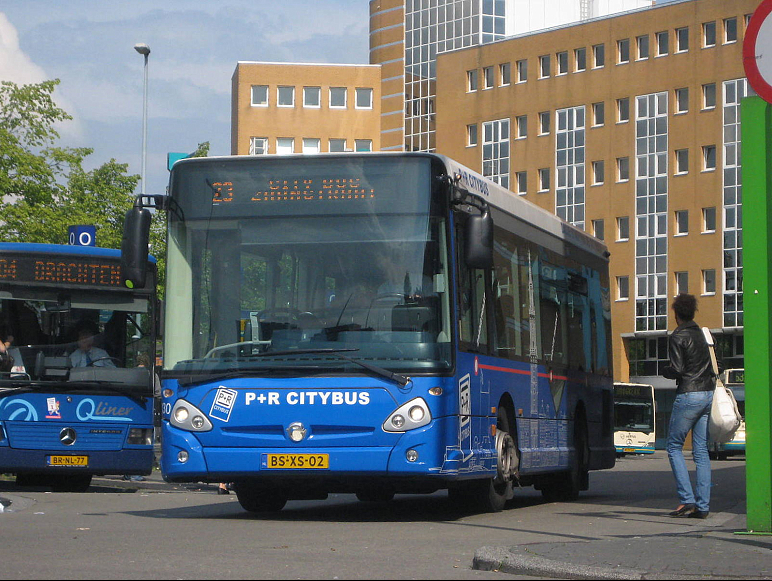
Bussen bij het busstation

Groningen had oorspronkelijk een eigen Gemeentelijk Vervoerbedrijf. In het verleden reden er trams en trolleybussen, maar tegenwoordig rijden er alleen nog autobussen. De stadsbussen rijden tegenwoordig voor Qbuzz. Voor een overzicht van alle lijnen: zie openbaar vervoer in Groningen. Naast de stadsbussen is er een uitgebreid lijnennet vanuit Groningen naar bestemmingen in de provincie en plaatsen in Drenthe en Friesland. Deze bussen vertrekken vanaf het busstation, direct voor het hoofdstation. Vandaar vertrekken ook (internationale) bussen van FlixBus naar verschillende bestemmingen in Nederland, Duitsland en België.
In het verleden reed er een Gemeentetram in Groningen, maar die werd op 12 december 1949 opgedoekt en vervangen door de Groningse trolleybussen. Een van de plannen van het project Kolibri was om weer een tram door Groningen te laten rijden met twee lijnen: een van het hoofdstation via het UMCG naar het Zernikecomplex en een van het hoofdstation via de Grote Markt naar Kardinge. De tramlijnen, waarmee in 2013 zou worden begonnen, zouden in 2016 gereed zijn. De aanleg van de nieuwe tramlijnen moest grotendeels gefinancierd worden met compensatiegelden voor het afblazen van de Zuiderzeelijn. De mogelijke herinvoering van de tram leidde in september en oktober 2012 echter tot zo hoog oplopende conflicten in de lokale politiek, dat de aanleg uiteindelijk is afgeblazen.

### Scheepvaart

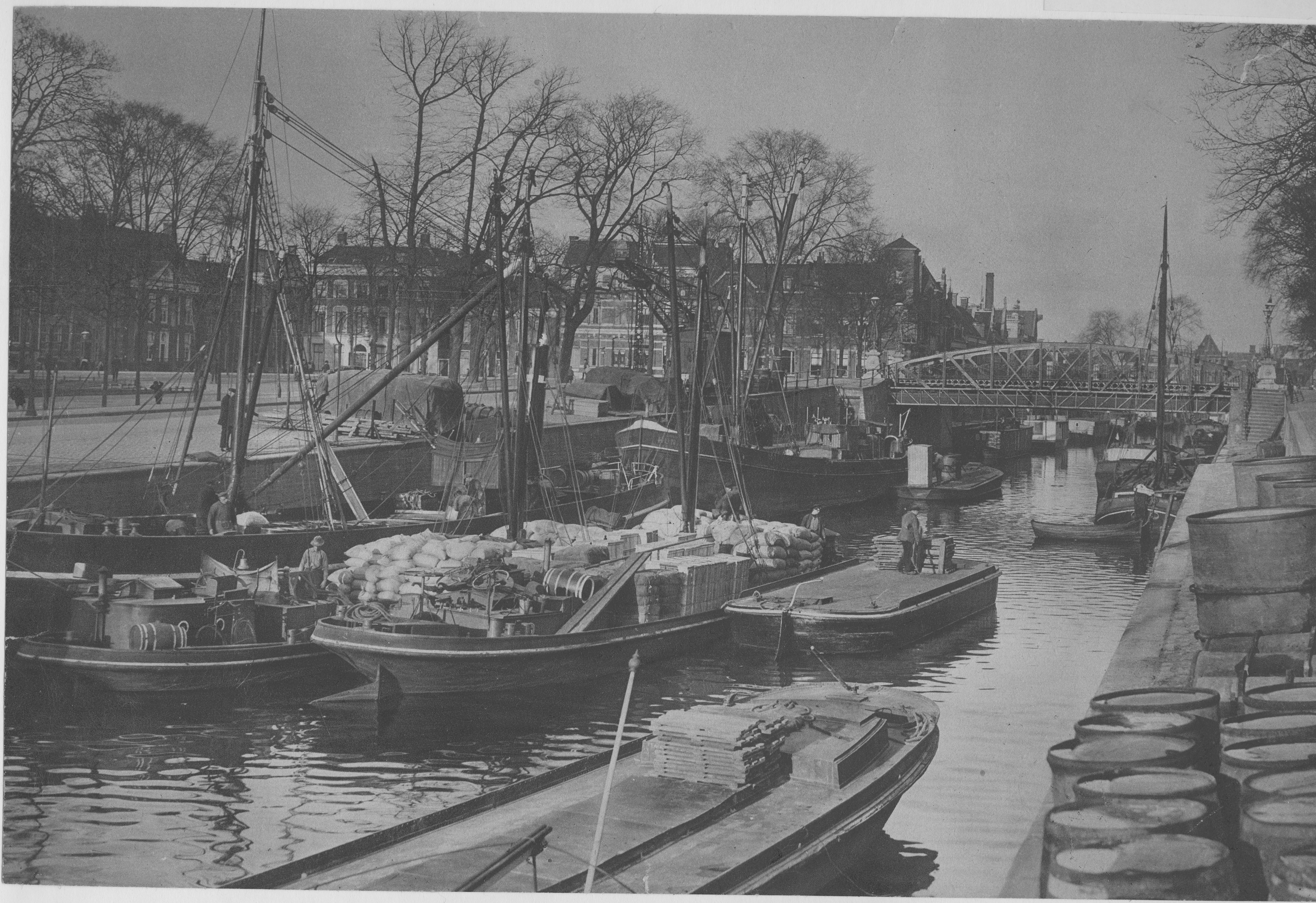
Lopende Diep met Hunzeboten, ca. 1925

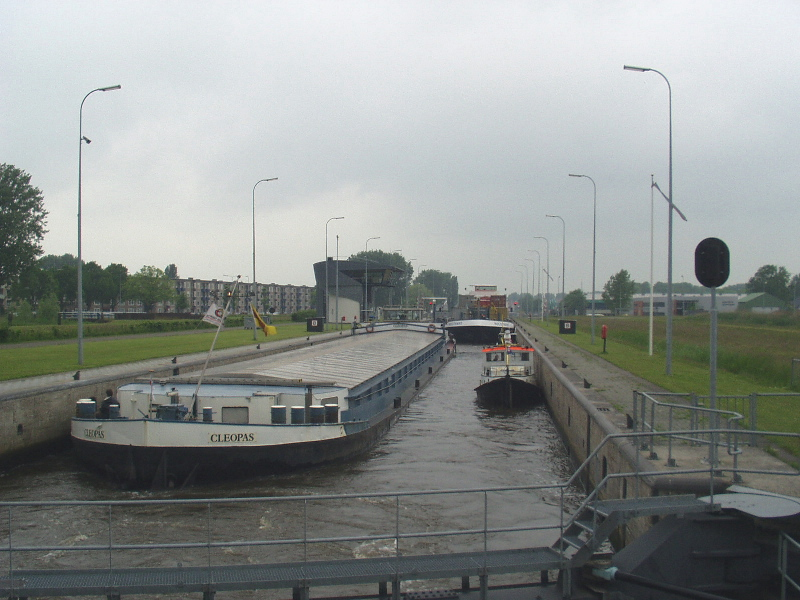
De Oostersluis tussen het Van Starkenborghkanaal, het Eemskanaal en het Winschoterdiep

Groningen is nog steeds een belangrijk knooppunt van vaarwegen. De stad is ontstaan langs twee relatief kleine stroompjes, de Hunze en de Aa. Ten noorden van de stad kwamen deze samen, deze oudste verbinding met de zee is tegenwoordig het Reitdiep, dat vooral een functie heeft voor de pleziervaart.
Naar Appingedam en Delfzijl werd al in de middeleeuwen het Damsterdiep gegraven. De capaciteit van dit diep bleek in de negentiende eeuw onvoldoende, waarop het Eemskanaal werd aangelegd.
Het oosten van de provincie, in het verleden met name belangrijk voor de aanvoer van turf werd ontsloten door het Schuitendiep en in het verlengde daarvan het Winschoterdiep. Via Veendam en Wildervank werd een aansluiting gemaakt naar Stadskanaal, zoals de naam zegt, het kanaal van de stad.
Het Hogeland was bereikbaar via het Boterdiep. Naar Friesland werd eerst het Hoendiep gegraven, in de jaren dertig van de twintigste eeuw werd het Van Starkenborghkanaal aangelegd als werkverschaffingsproject. Dit kanaal vormt de verbinding tussen de stad en Amsterdam via Lemmer en het IJsselmeer.
De verbinding met Drenthe werd in de negentiende eeuw verbeterd door de aanleg van het Noord-Willemskanaal, dat deels de functie van de Drentsche Aa heeft overgenomen. Het staat via het Verbindingskanaal midden in de stad in verbinding met het Eemskanaal en Winschoterdiep.

### Luchtvaart

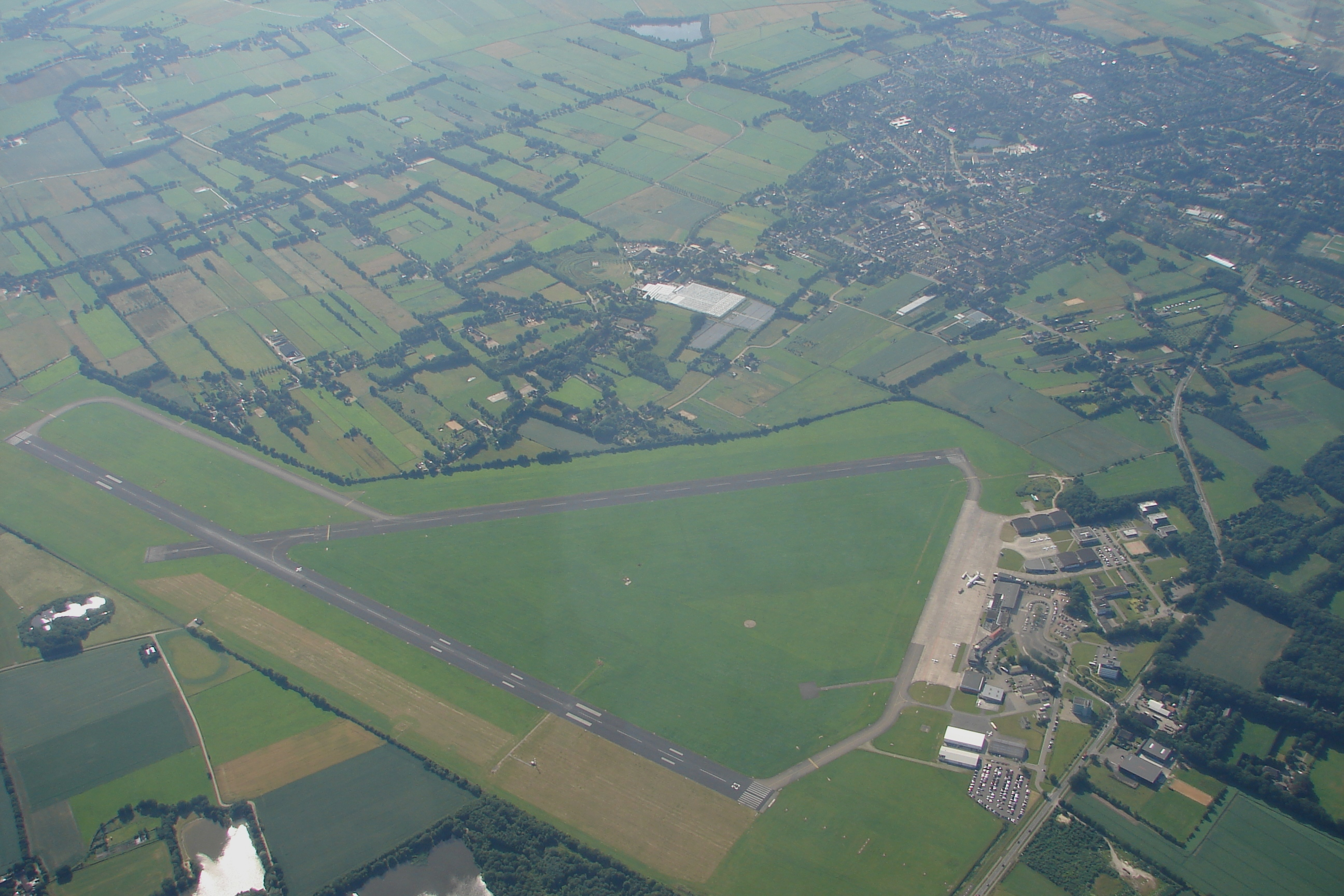
Groningen Airport Eelde voor baanverlenging (2007)

Vlak bij het dorp Eelde, zo'n 12 kilometer ten zuiden van de stad, ligt het vliegveld Groningen Airport Eelde.

### Fietsverkeer
Omdat Groningen een studentenstad is en vanwege het verkeerscirculatieplan dat in 1976 de stad binnen de diepenring in vier sectoren verdeelde die voor het particuliere autoverkeer niet met elkaar verbonden zijn, is de fiets een zeer populair vervoermiddel. Onder studenten en andere jeugdigen vindt een levendige handel in tweedehands fietsen plaats. Bij de reconstructie van het Stationsplein voor het hoofdstation is een ondergrondse parkeerplaats of opslagplaats voor rijwielen gebouwd, ook wel stadsbalkon genoemd. Hier is plek voor ruim 5000 fietsen. In 2002 heeft Groningen de titel Fietsstad 2002 gekregen.

## Onderwijs, welzijn en sport

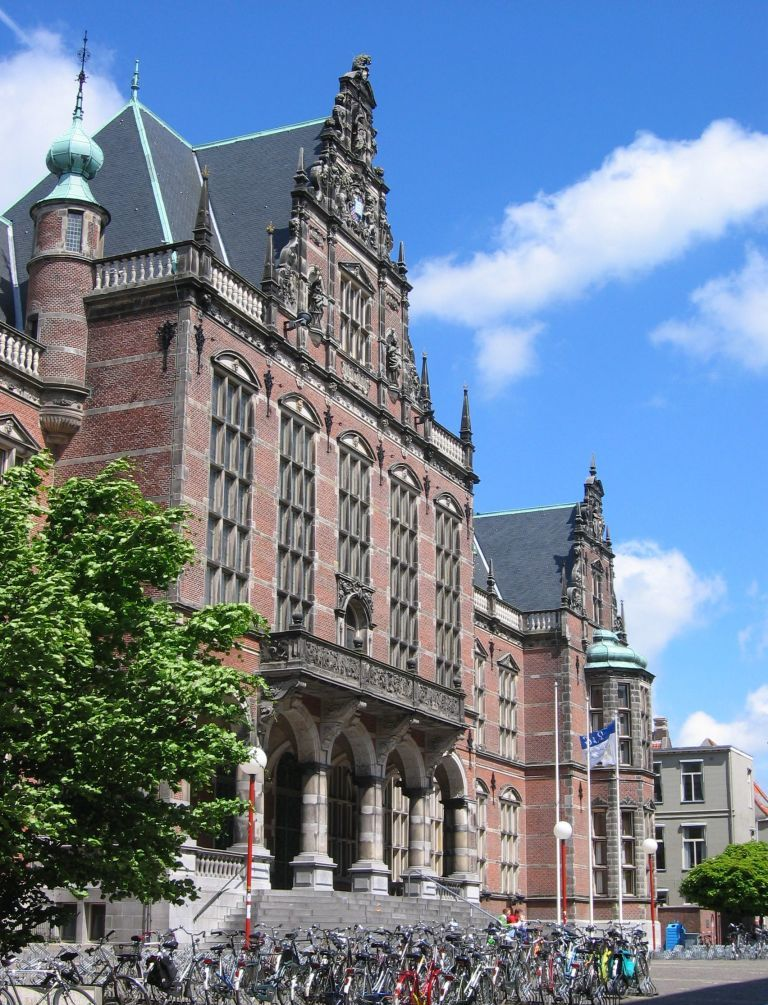
Academiegebouw van de universiteit

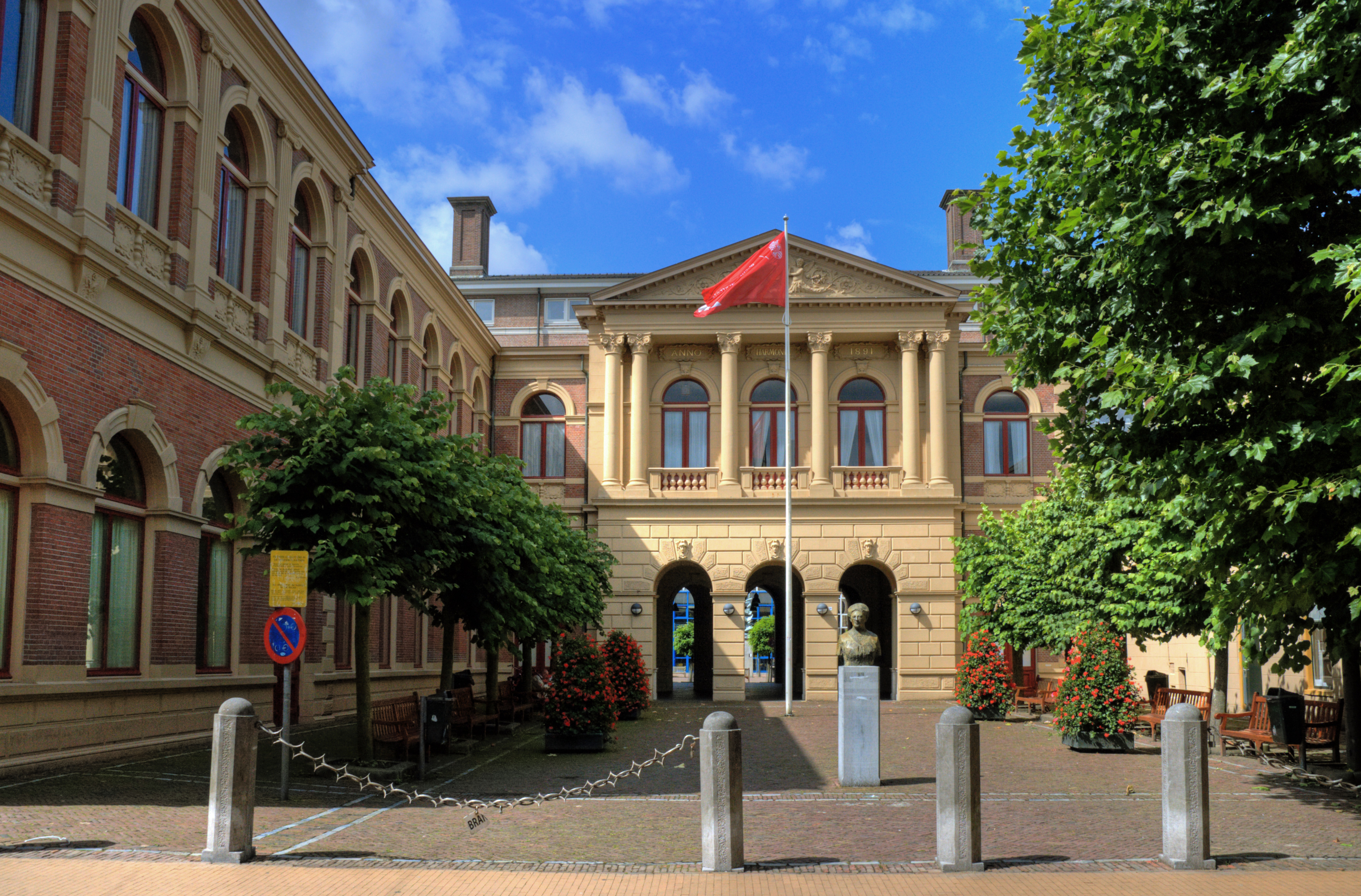
De Harmonie

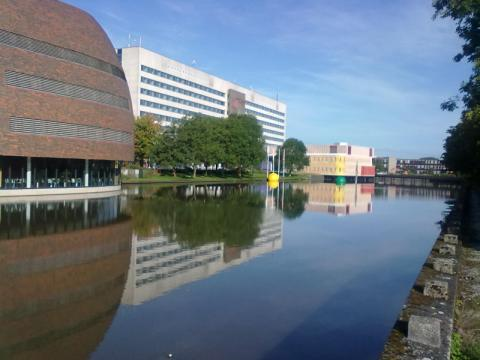
Smitsborg en Duisenberggebouw

### Onderwijs
Groningen is al eeuwenlang een studentenstad. De huidige Rijksuniversiteit Groningen werd in 1614 opgericht als Academie, en is daarmee na Leiden de oudste nog bestaande universiteit van Nederland. De universiteit heeft na een voortvarende start ook slechte tijden gekend, waarbij opheffing een kwestie van tijd leek. Op 1 oktober 2020 had de universiteit 34.126 studenten en is daarmee qua aantallen studenten de derde universiteit in Nederland. 
De universiteit heeft twee Nobelprijswinnaars "afgeleverd", Frits Zernike (Natuurkunde, 1953, voor de fase-contrastmicroscoop) en Ben Feringa (Scheikunde, 2016, voor moleculaire nanomachines), terwijl Heike Kamerlingh Onnes (Nobelprijs voor Natuurkunde, 1913, voor het vloeibaar maken van helium, en de ontdekking van supergeleiding bij zeer lage temperaturen) aan de universiteit is opgeleid en Albert Szent-Györgyi zijn prijswinnende werk in Groningen heeft gedaan.

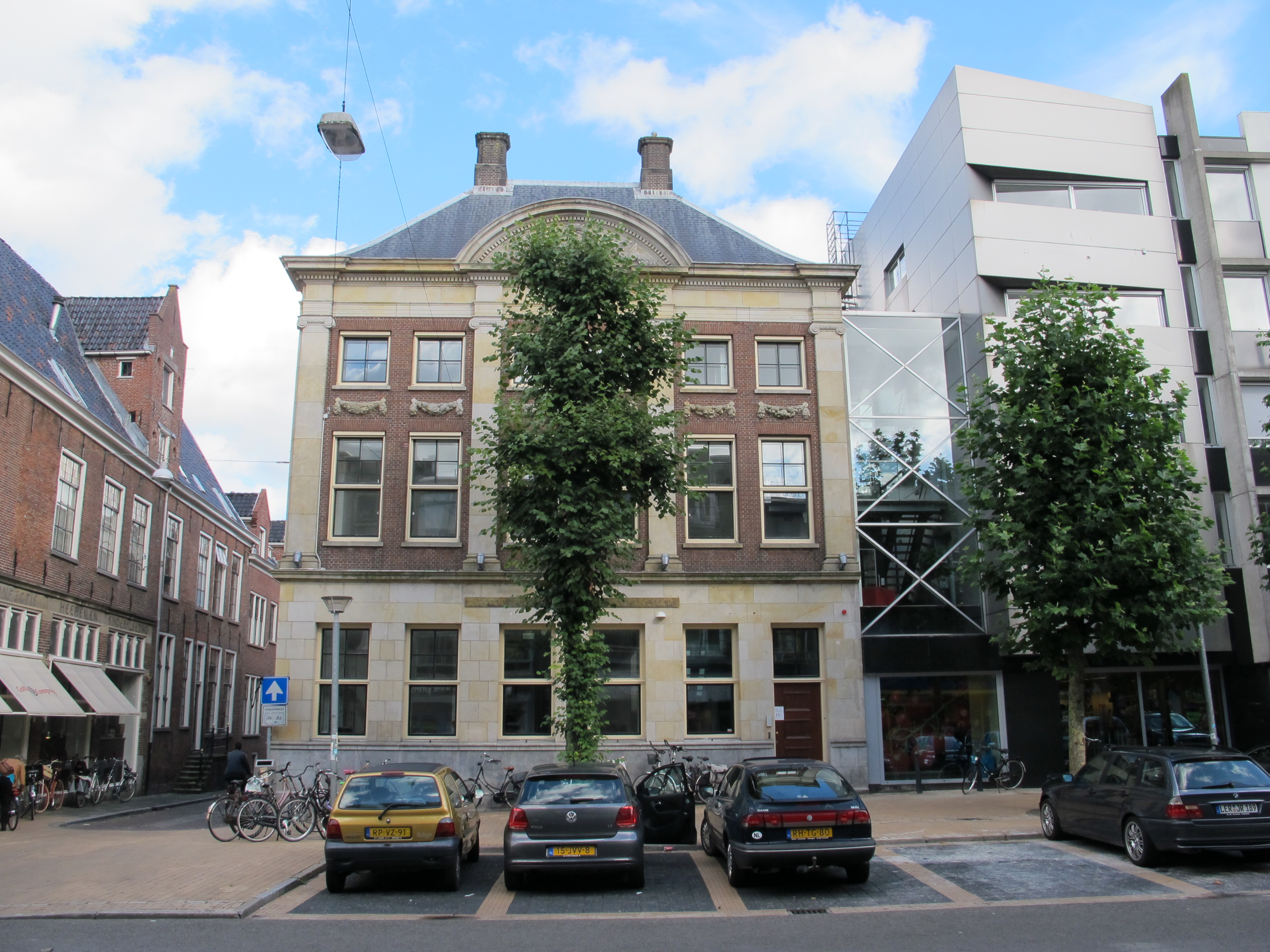
De Protestantse Theologische Universiteit in de Oude-Ebbingestraat

Naast de Rijksuniversiteit heeft Groningen sinds 2011 een vestiging van de Protestantse Theologische Universiteit. Deze universiteit maakt gebruik van het gebouw van de voormalige Nutsspaarbank op de hoek van de Oude Ebbingestraat en de Jacobijnerstraat.
De Open Universiteit heeft in Groningen een vestiging in het monumentale Calmershuis aan de Oude Boteringestraat. In dezelfde straat is ook de Volksuniversiteit gevestigd.
Het hoger beroepsonderwijs geconcentreerd in de Hanzehogeschool is voornamelijk gevestigd op het Zernikecomplex. De hogeschool heeft ruim 26.000 studenten. Een aantal instellingen is elders gesitueerd, zoals het Prins Claus Conservatorium en Academie Minerva. De geschiedenis van de school gaat terug tot 1798, het stichtingsjaar van de Academie Minerva.

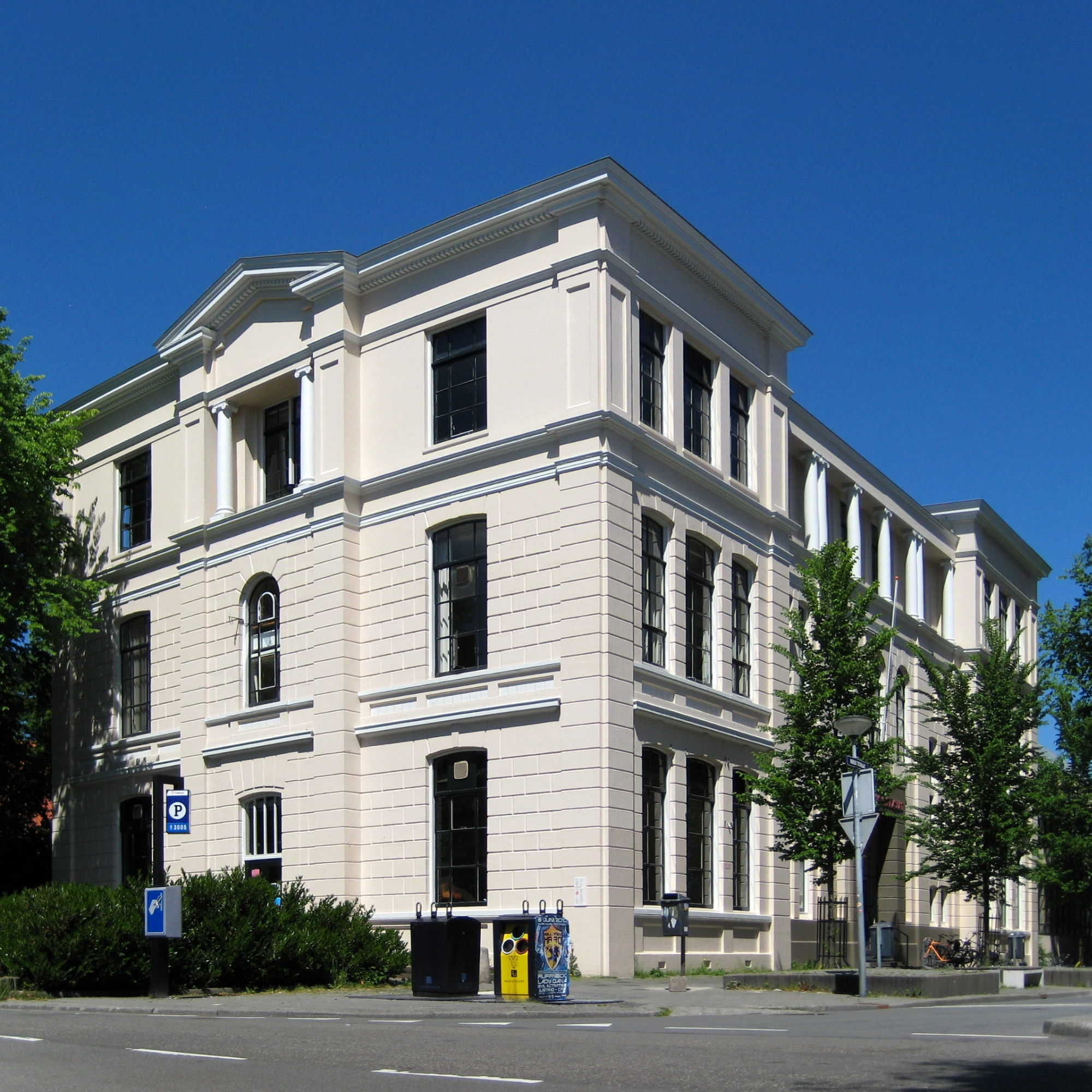
Het Praediniusgymnasium

De oudste school voor voortgezet onderwijs is het Praedinius Gymnasium dat ontstond in de veertiende eeuw toen de Latijnse school werd gesticht. Die school trok leerlingen vanuit de wijde omgeving. Ook tegenwoordig trekken nog steeds leerlingen uit de provincie en uit Drenthe naar de stad om daar de middelbare school te volgen.
Hoewel tegenwoordig gevestigd in Haren heeft het Henri Daniel Guyot Instituut zijn wortels in Groningen. Dit oudste doveninstituut van Nederland werd in 1790 gesticht door de predikant Henri Daniel Guyot. Het instituut stond jarenlang aan de beplante Ossenmarkt. Dit deel van de Ossenmarkt is nu vernoemd naar Guyot, ter plaatse staat tegenwoordig de rechtbank.

### Gezondheidszorg

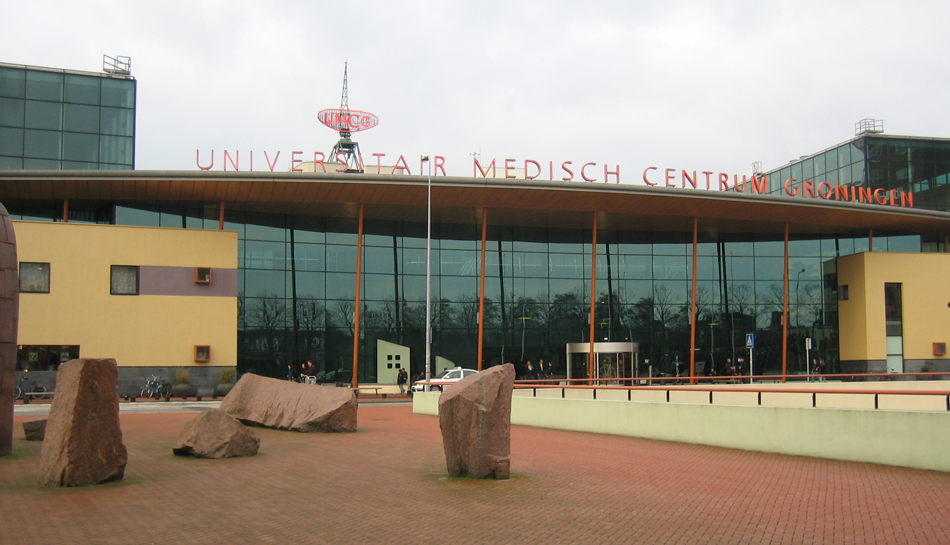
De hoofdingang van het UMCG

Naast diverse zorginstellingen telt de stad Groningen twee grote ziekenhuizen: het Universitair Medisch Centrum Groningen en het Martini Ziekenhuis. Het UMCG is een van de tien traumacentra in Nederland en is tevens locatie voor het Mobiel Medisch Team.
Het UMCG is het academisch ziekenhuis van de universiteit. De geschiedenis van het ziekenhuis gaat terug tot 1797. Het eerste ziekenhuis was gevestigd in het Groene Weeshuis aan de Oude Ebbingestraat, later was het gevestigd aan de Munnekeholm. Na de slechting van de wallen in 1877 werd aan de oostzijde van de stad op het terrein van de voormalige stadswallen een nieuw ziekenhuis gebouwd. Dat bleek een uitgelezen locatie die ook voldoende ruimte bood voor groei. Waar in andere universiteitssteden de academische ziekenhuizen naar de periferie verhuisden zit het UMCG nog steeds vlak bij de binnenstad. Het ziekenhuis wordt in de periode 2023–2035 verder uitgebouwd.

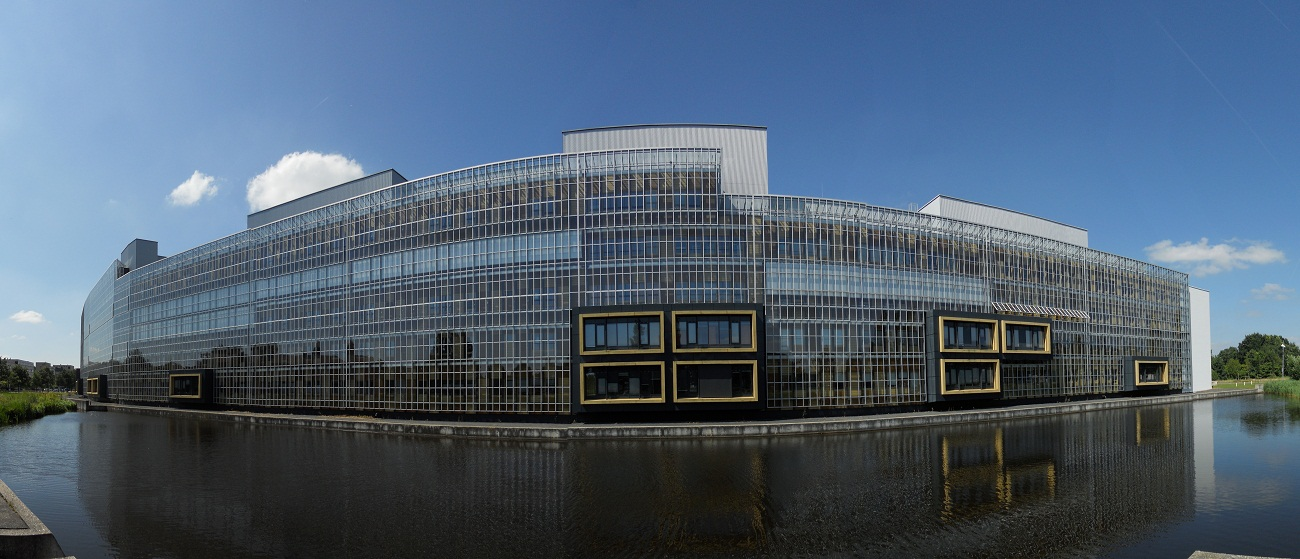
Martiniziekenhuis

Het Martiniziekenhuis is een fusieziekenhuis. Het Diakonessenhuis in De Wijert (locatie Van Ketwich) en het RKZ in Corpus den Hoorn (locatie Van Swieten) zijn hierin opgegaan. Tot 2009 kende het twee locaties, maar na uitbreiding van de locatie in Corpus den Hoorn is het oude Diakonessenhuis nu gesloopt.

### Sport

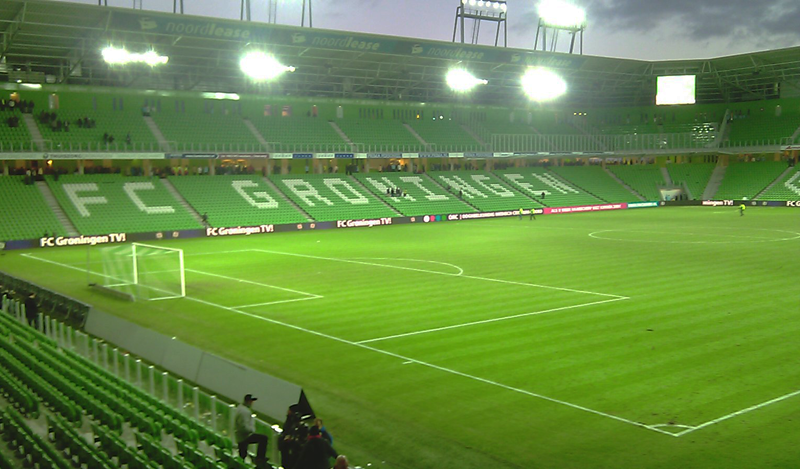
De Euroborg, stadion van FC Groningen

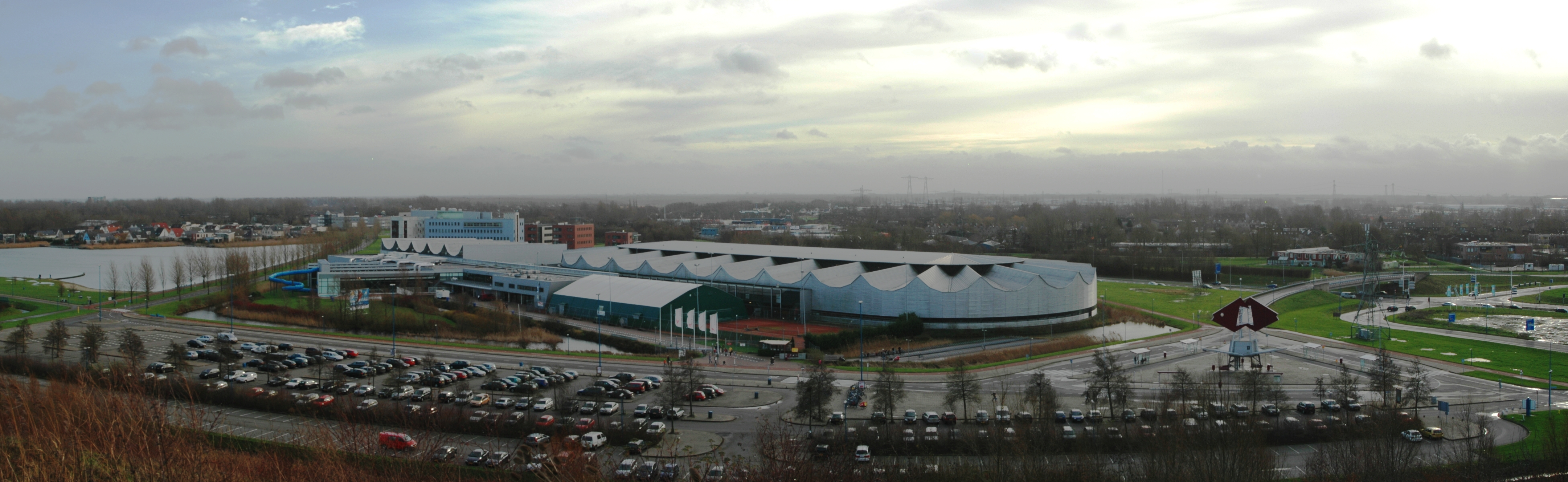
Sportcentrum Kardinge

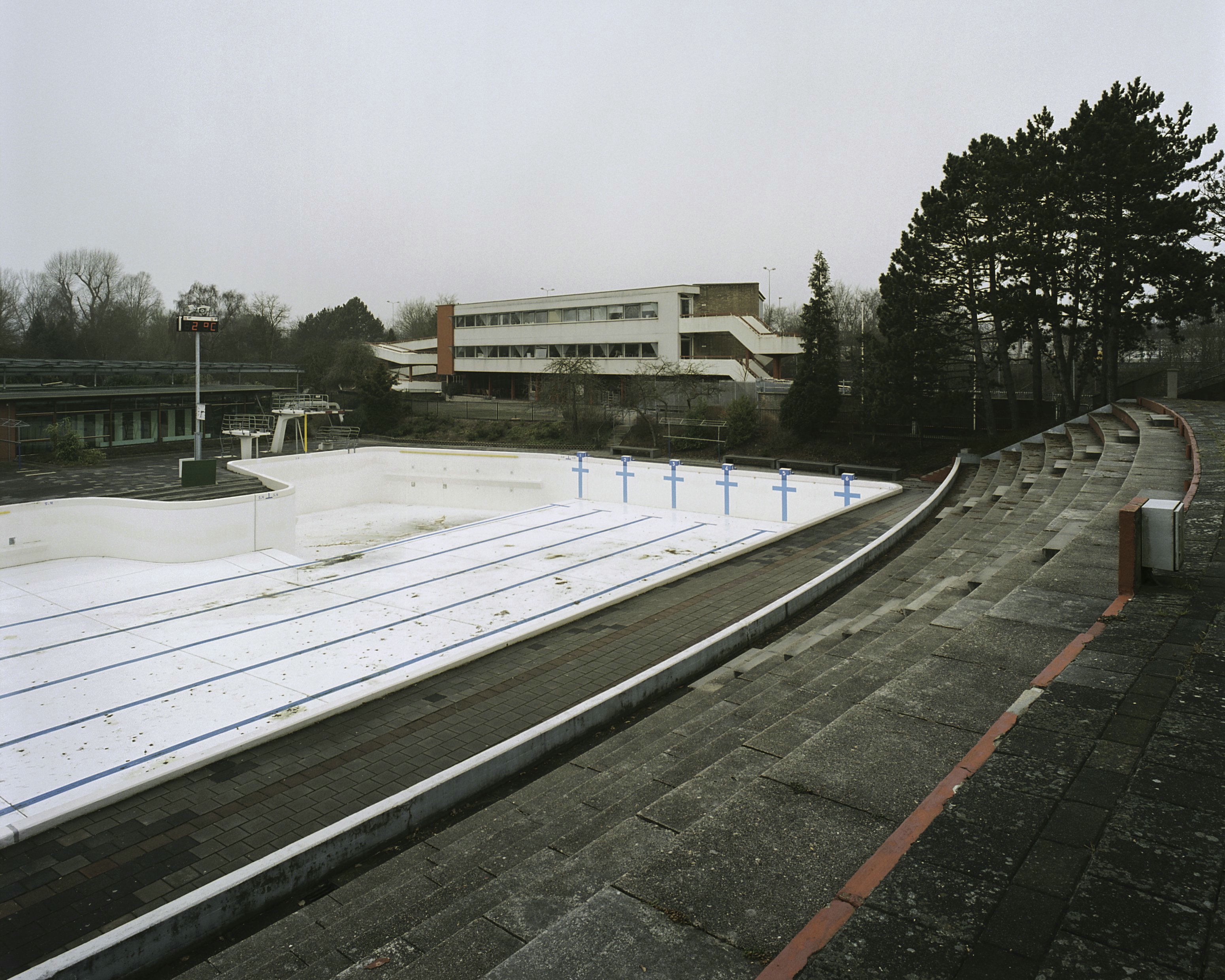
De Papiermolen in de winter

Groningen heeft een rijke sporttraditie. De eerste Nederlandse wereldkampioen schaatsen (en baanwielrennen) Jaap Eden was een Groninger van geboorte. In 1905 werd Coen de Koning in Groningen de tweede Nederlander die de wereldtitel schaatsen behaalde.
De belangrijkste plaatselijke voetbalclub is FC Groningen. Het stadion van FC Groningen is sinds januari 2006 de Euroborg. Het staat in het zuidoosten van de stad en heeft een capaciteit van 22.329 zitplaatsen. Voor het nieuwe stadion geopend werd, speelde de plaatselijke FC in het Oosterparkstadion. Het grootste succes van de FC was het winnen van de KNVB Beker in 2015. In 2023 degradeerde de club na 25 jaar op het hoogste niveau gespeeld te hebben naar de eerste divisie. Velocitas is de andere Groninger voetbalvereniging die de KNVB Beker won (in 1934). De enige Groninger (en noordelijke) voetbalclub met een landstitel op zijn conto is Be Quick (behaald in 1920).
Naast voetbal is basketbal in Groningen een grote sport. Donar, won veel prijzen waaronder 7 landskampioenschappen. De basketbalvereniging speelt haar wedstrijden in de sporthal van het MartiniPlaza. Bij de vrouwen is het studententeam van de Groene Uilen dat in de promotiedivisie speelt, het hoogst spelende team.
Volleybalclub Lycurgus (landskampioen 2016) en korfbalvereniging Nic. (landskampioen veld 1994 en 1998) hebben beide hun thuisbasis in de topsporthal van het Alfa-college nabij Kardinge en spelen allebei op het hoogste niveau. Evenzo behoorde Gijs Grizzlies (ijshockey, landskampioen 1986) in hun sport tot de nationale top. Tegenwoordig komt deze vereniging uit in de Eerste Divisie onder de naam GIJS Bears. Ook de dames van hockeyclub Groningen spelen regelmatig hoofdklasse. De Groninger studentenroeiverenigingen G.S.R. Aegir en A.G.S.R. Gyas leverden op verschillende Europese, Wereld- en Olympische kampioenschappen roeiers, waarmee geregeld medailles werden behaald.
Ieder jaar, op de tweede zondag van oktober, wordt de 4 Mijl van Groningen gelopen, een van de grootste hardloopevenementen van Nederland, waaraan zo'n 23.000 mensen kunnen deelnemen. Van 1980 tot 2000 vond jaarlijks de Lauwersloop plaats, een estafettehardloopwedstrijd tussen Groningen en Leeuwarden. Ter gelegenheid van het 400-jarig bestaan van de Rijksuniversiteit, werd die wedstrijd in 2014 nieuw leven ingeblazen. Het Pieterpad loopt door Groningen heen. De route geeft een goed beeld van de overgang tussen het van oorsprong Friese kleigebied en het Drentse eslandschap, waarbij de stad precies op het scharnierpunt ligt.
In het noorden van de stad aan de oostelijke ringweg ligt Sportcentrum Kardinge. Dit complex huisvest de overdekte ijsbaan, die een opvallend uiterlijk heeft. Naast een 400 meter-ijsbaan omvat het ook een ijshockeyvloer, twee zwembaden, tennisvelden en fitnessruimtes. Het omvat ook nog een sportterrein met een tiental sportvelden. Zwemmen kan in Groningen, behalve in Kardinge, ook in de overdekte zwembaden de Parrel en het Helperzwembad. Daarnaast zijn er twee openluchtbaden, De Papiermolen (sinds 2011 een rijksmonument) en het Zwembad Hoogkerk.
Het in 2000 opgerichte Groningen Giants speelt American football.

### Diversiteit
In 1985 organiseerde het Noordelijk Roze Front (NRF) de landelijke Roze Zaterdag in Groningen en in datzelfde jaar ging het lokale COC voor het eerst een samenwerking met de politie aan om antihomoseksueel geweld tegen te gaan, een project dat navolging kreeg in andere steden. In 1988 kwam er een eerste nota voor een gemeentelijk homobeleid. Sinds 2008 is Groningen een van de zogeheten Regenboogsteden die de emancipatie, veiligheid en sociale acceptatie van lesbische vrouwen, homoseksuele mannen en biseksuelen, alsmede van transgender en intersekse (lhbti) personen bevorderen.
In 2011 werd de Roze Zaterdag opnieuw in Groningen gehouden en daarop vooruitlopend was in 2010 voor het eerst de Regenboogweek georganiseerd met uiteenlopende activiteiten voor en door lhbt'ers. Daarna vond de Regenboogweek in oktober plaats met de Coming-Outdag als afsluiting, maar in 2016 waren het twee weken in mei, rondom de Internationale Dag tegen Homofobie. In 2016 werd met het oog op de Coming-Outdag op een pleintje halverwege de Ubbo Emmiussingel een regenboogpad aangelegd.

### Parken

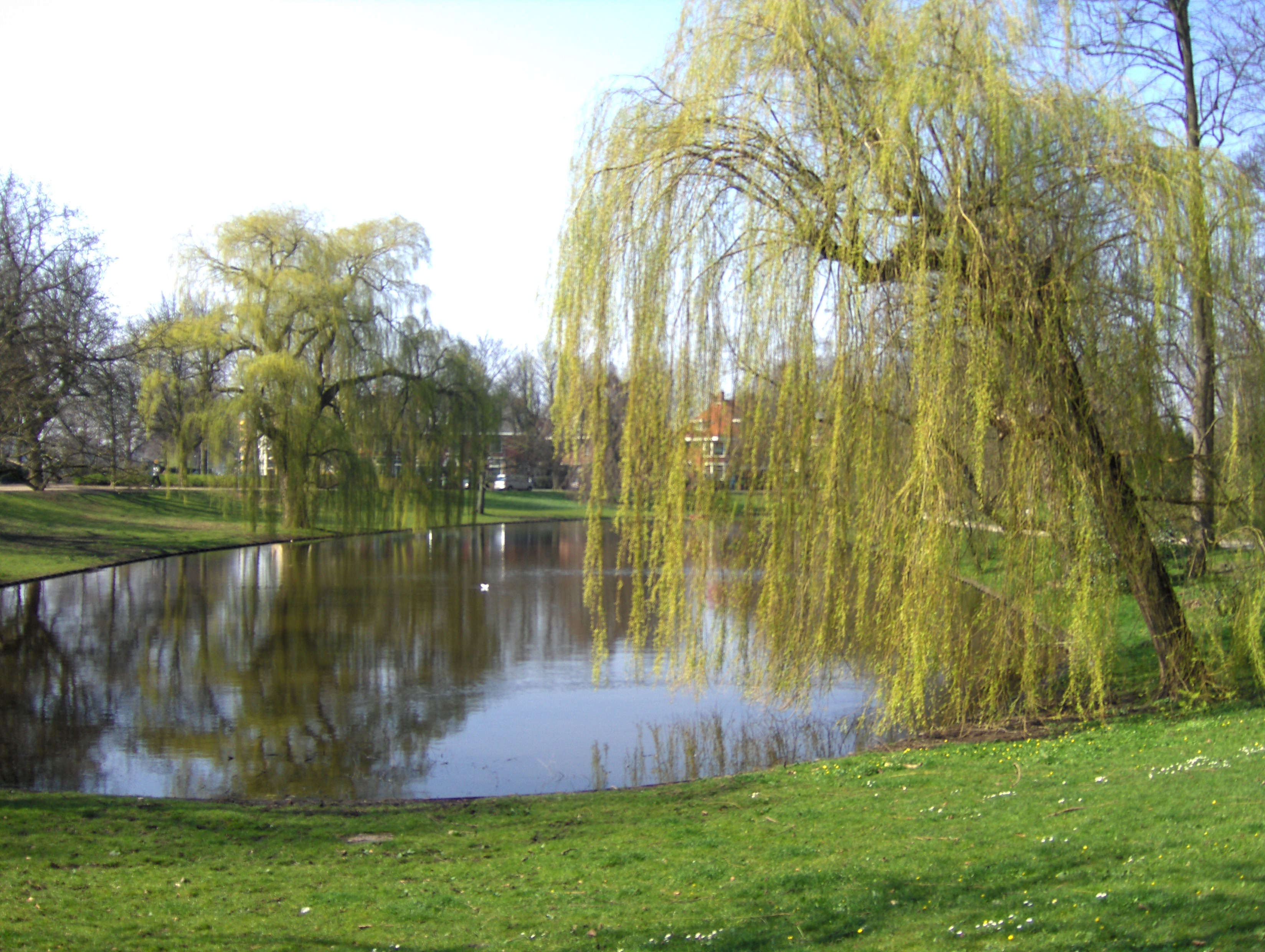
Noorderplantsoen

Het grootste park van de stad is van oudsher het Stadspark, aan de westzijde van de stad. De aanleg van de westelijke Ringweg heeft het park in tweeën gedeeld. In het park bevindt zich een atletiekbaan. De Groningse drafbaan is in 2021 gesloten en maakt nu deel uit van een evenemententerrein.
Op en langs een deel van de oude omwalling van de stad is aan de noordzijde van de binnenstad het Noorderplantsoen aangelegd. Dankzij het eerste referendum in Groningen is het tegenwoordig autovrij. In de zomer is het plantsoen decor voor het festival Noorderzon, in het najaar voor de Plantsoenloop.

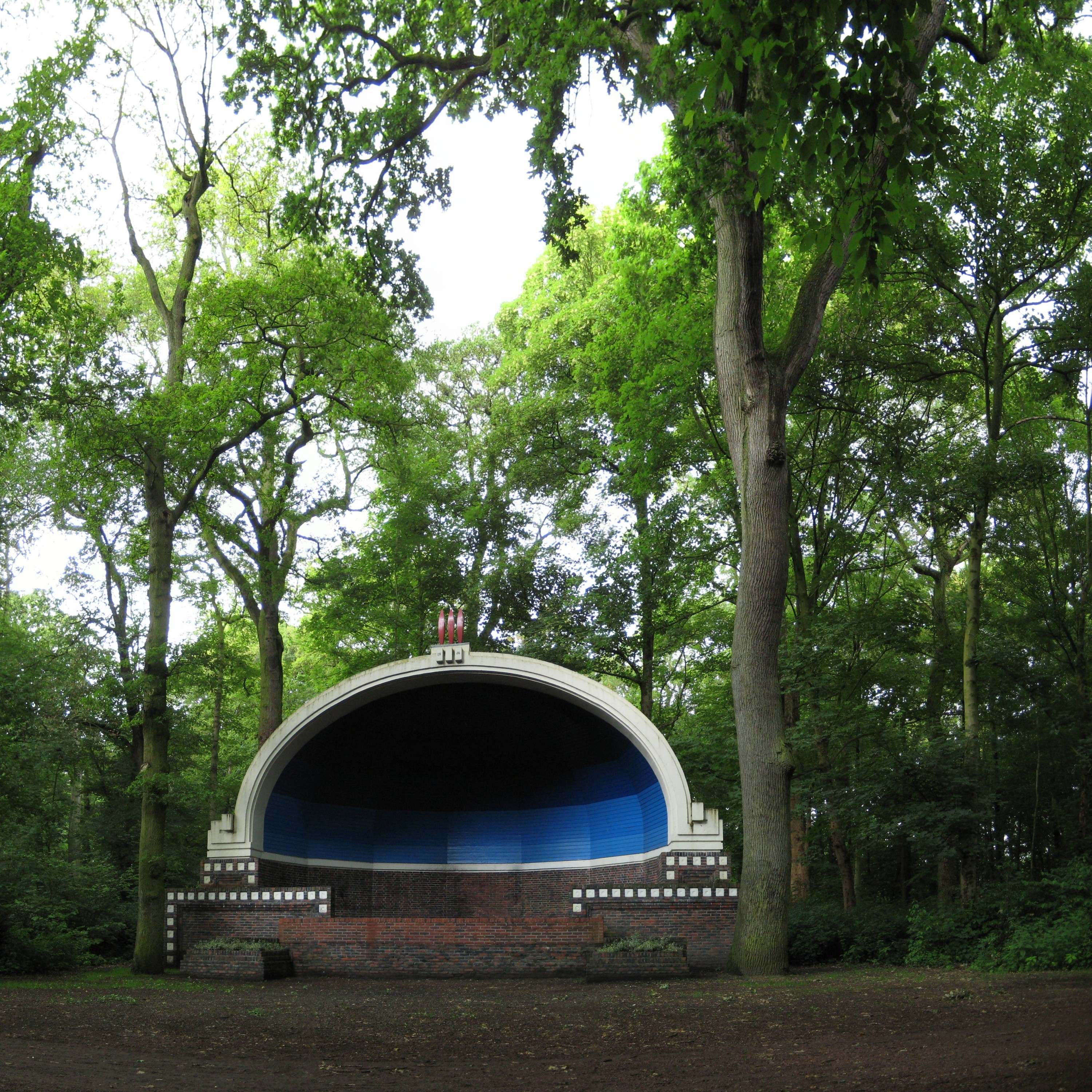
Muziekkoepel in het Sterrebos

Het oudste park van de stad is het Sterrebos, al aangelegd in de achttiende eeuw tussen de stad en Helpman. Door de aanleg van de zuidelijke ringweg is ook dit park in tweeën gedeeld. De ringweg zal tussen Julianaplein en Europaweg verdiept worden aangelegd waardoor het Sterrebos een deel van zijn oude glorie kan terugkrijgen.
In het noordoosten, tussen Beijum en Lewenborg, ligt Kardinge, een uitgestrekt natuur en recreatiegebied dat in beheer is bij Natuurmonumenten.

## Media

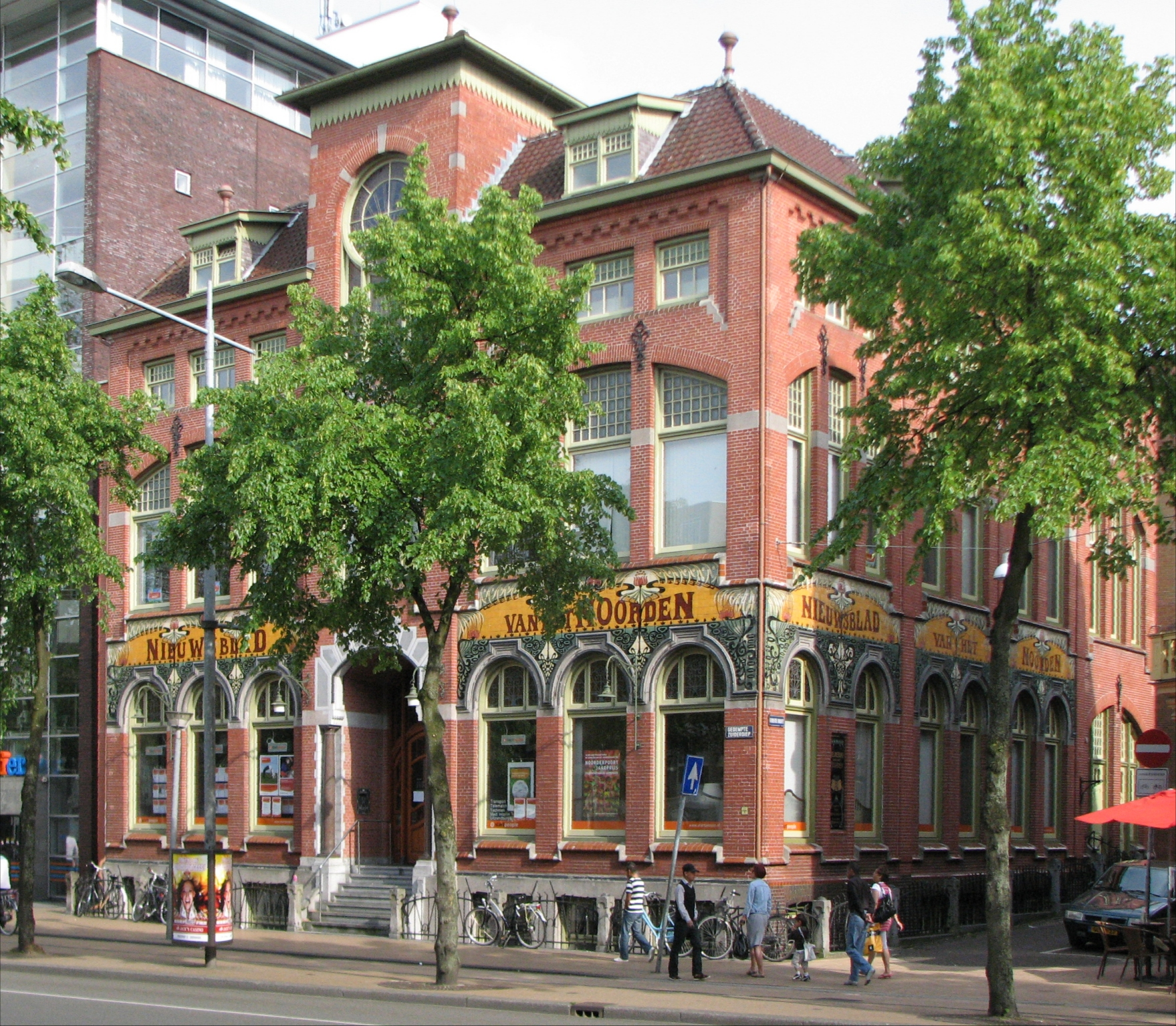
Voormalige gebouw van het Nieuwsblad aan het Zuiderdiep

Zoals in de meeste steden in Nederland verschijnt er in Groningen één regionaal dagblad: het Dagblad van het Noorden, voortzetting van het Nieuwsblad van het Noorden, dat als enige van de ooit vijf regionale dagbladen was overgebleven. Het dagblad heeft zijn kantoren aan de Lübeckweg, het oude hoofdkantoor van het Nieuwsblad aan het Gedempte Zuiderdiep is verlaten.
De lokale radio en televisie-uitzendingen worden verzorgd door OOG. De geschiedenis van deze lokale omroep begint in 1982 met de eerste televisie-uitzending. Vanaf 1984 kwam daar de radiotak bij, die 7 dagen per week uitzendingen verzorgt. In 1995 stopte OOG als televisiezender en ging op in RTV Noord. Sinds 1998 ging OOG verder als zelfstandige zender gericht op de stad. RTV Noord is sindsdien de regionale zender van de provincie Groningen.

## Bekende Groningers
De hoogste onderscheiding die de stad Groningen kent is het bijschrijven van een persoon in het Gulden Boek. De betreffende persoon wordt daarmee benoemd tot ereburger van de stad.

## Stedenbanden
- Groningen heeft stedenbanden met San Carlos (Nicaragua) en van 1989 tot 2024[47] met Moermansk (Rusland).
- Verder onderhoudt de stad contacten met een aantal steden op de zogenaamde Noordelijke Ontwikkelingsas, een netwerk van plaatsen tussen Amsterdam en Sint-Petersburg: de Duitse steden Oldenburg, Bremen en Hamburg, de Deense stad Odense; de Russische stad Kaliningrad en de Estlandse hoofdstad Tallinn.
- Ook heeft Groningen samenwerkingsrelaties met Newcastle (Verenigd Koninkrijk), Graz (Oostenrijk), Katowice (Polen), Zlín (Tsjechië), Jabalia (Palestijnse Autoriteit), Severomorsk (Rusland), Tianjin en Xi'an (China).[48]